# Saint-Porchaire
Ne pas confondre avec le quartier Saint-Porchaire de Bressuire, célèbre pour ses faïences ou avec saint Porchaire abbé de la basilique Saint-Hilaire de Poitiers.
Saint-Porchaire est une commune du sud-ouest de la France, située dans le département de la Charente-Maritime (région Nouvelle-Aquitaine). Ses habitants sont appelés les Saint-Porcherois et les Saint-Porcheroises.
Cette petite ville établie sur les rives du Bruant doit une grande partie de sa notoriété au château de la Roche-Courbon, vaste demeure Renaissance devenue sous la plume de Pierre Loti, sans doute le résident le plus célèbre de Saint-Porchaire, le « château de la Belle au bois dormant ». Cet édifice classé monument historique est une étape de la route historique des trésors de Saintonge, itinéraire touristique présentant une vingtaine de monuments emblématiques du département.
Comptant 1849 habitants en 2015, Saint-Porchaire appartient à la deuxième couronne périurbaine de Saintes. Bénéficiant du phénomène de rurbanisation, qui pousse de nombreux ménages en quête d’une plus grande qualité de vie à s’installer en périphérie des grandes villes, Saint-Porchaire est une petite cité commerciale dont les activités sont stimulées en partie par le tourisme.
Bureau centralisateur du canton de Saint-Porchaire, qui comprend également la commune voisine de Pont-l'Abbé-d'Arnoult (à peu près d'égale importance par sa population), le bourg est en outre le siège social de la Communauté de communes Cœur de Saintonge.

## Géographie
Pour un article plus général, voir Géographie de la Charente-Maritime.

### Situation
| \| Position de Saint-Porchaire en Charente-Maritime. · Saint-Porchaire \| Position de Saint-Porchaire en Charente-Maritime. |
| Position de Saint-Porchaire en Charente-Maritime. · Saint-Porchaire                                                         |

La commune se situe dans la partie centrale du département de la Charente-Maritime, au cœur de l'ancienne province de la Saintonge, entre la Charente et l'Arnoult, à peu près à égale distance des principales agglomérations du département – Saintes, Rochefort, Royan et Saint-Jean-d’Angély étant situées à une vingtaine de kilomètres.
Appartenant au midi atlantique, elle peut être rattachée à deux grands ensembles géographiques, le Grand Ouest français et le Grand Sud-Ouest français.

### Description
Son territoire de 1 740 hectares s'étend sur un plateau calcaire limité dans sa partie occidentale par le vallon de Groie-Bertin et dans sa partie septentrionale par les marais de La Courrée, de La Grosse-Pierre et de La Chaurrée.
Le territoire communal est partiellement recouvert d'une vaste étendue boisée regroupant les forêts de La Roche-Courbon au nord, la forêt du Puits à l'est et le bois de La Sablière à l'ouest.
Plusieurs cours d'eau serpentent à travers le territoire communal, le principal d'entre eux étant le Bruant. Celui-ci s'étend sur 9,3 kilomètres avant de se jeter dans la Charente. La partie occidentale de la commune voit également naître plusieurs sources.
Les cavités naturelles sont relativement nombreuses sur le territoire de la commune : parmi celles-ci se trouvent la grotte du Bouil-Bleu, la grotte de Vauzelle, le gouffre de l'Aiguille et la grotte de La Barraude qui surplombe la source du même nom, cette dernière filtrant à travers les sédiments quaternaires.
La partie méridionale de la commune est essentiellement consacrée à la culture de plantes oléagineuses.

### Axes de communication

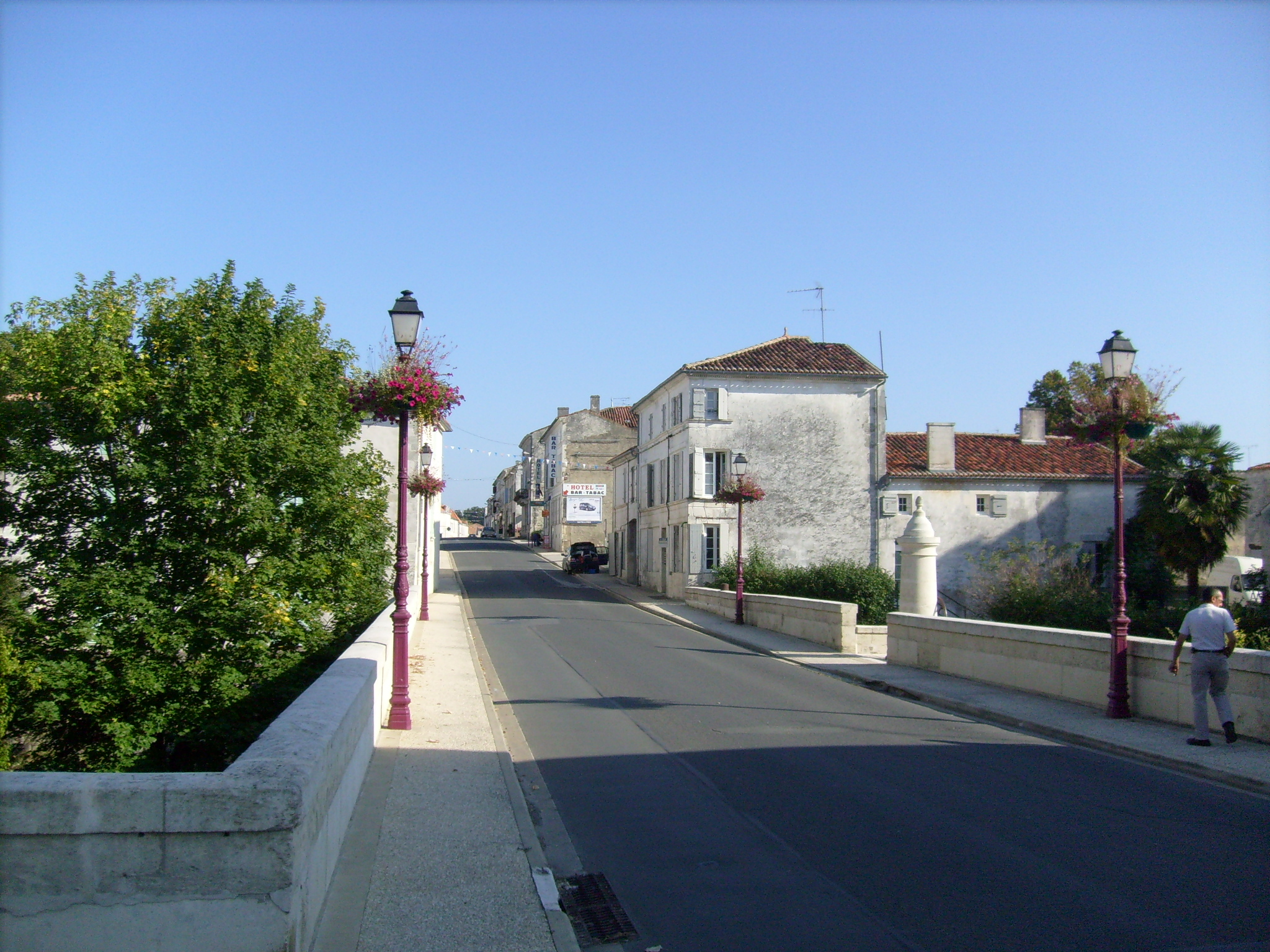
La rue Nationale (côté est).

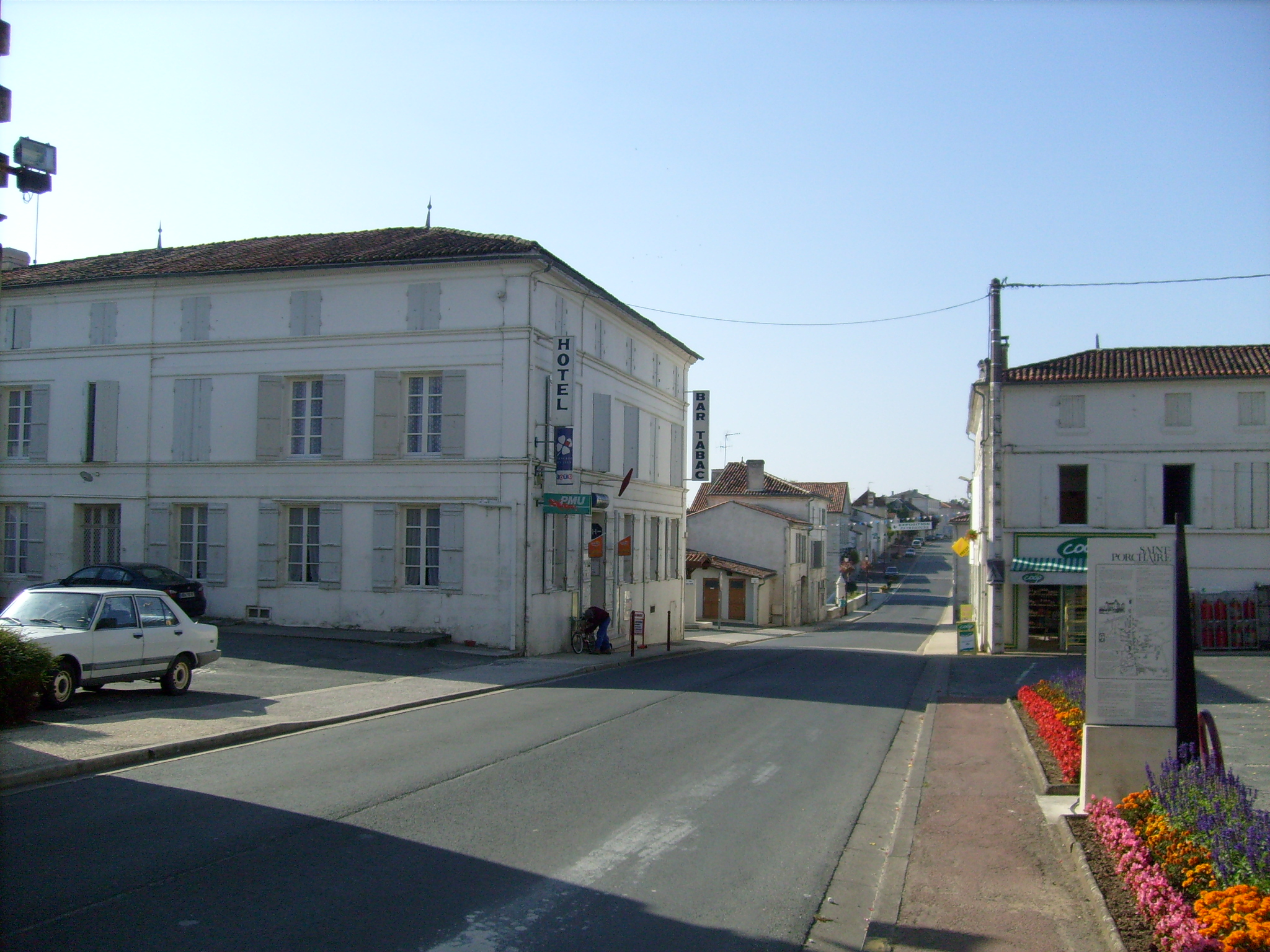
La rue Nationale (côté ouest).

Saint-Porchaire est une commune située à 14 kilomètres au nord ouest de la ville de Saintes, capitale historique de la Saintonge et deuxième centre urbain du département. Saint-Porchaire appartient à l'arrondissement de Saintes.

L'aménagement d'une déviation routière - ou rocade de contournement routier à deux fois deux voies - a permis de redynamiser un centre-bourg autrefois saturé, tout en ménageant un accès rapide aux principales agglomérations du département. Ainsi, la ville de Saintes n'est plus qu'à 15 minutes de voiture de Saint-Porchaire, tandis que la ville de Rochefort, troisième ville du département, est accessible en un peu moins d'une demi-heure.

L'aménagement de voies rapides au nord de Rochefort permet de relier Saint-Porchaire à La Rochelle, chef-lieu départemental à 55 kilomètres, en un peu moins de 45 minutes.
Les principaux axes routiers traversant le territoire communal sont les suivants : 
- La RD137 (ex RN 137), relie localement les villes de Rochefort et de Saintes. Cet important axe routier qui constitue l'artère routière centrale du département évite désormais le centre-bourg via une déviation formant une boucle au sud de l'agglomération.
- La D122, qui relie le village de Geay et la ville du Gua, traverse le territoire communal selon un axe nord/sud, avant de bifurquer vers l'ouest où elle se confond avec l'un des tronçons de la Rue Nationale, principale artère du centre-bourg.
- La D237, correspondant au tronçon est de la Rue Nationale. Elle traverse ensuite le territoire communal dans sa partie méridionale en direction de la commune des Essards, ce qui explique qu'elle soit également appelée Rue du Midi.
- La D216, traverse la commune selon un axe nord-est/sud-ouest. Elle relie le hameau de « La Motte » (commune de Geay) au lieu-dit « La Sablière » (commune des Essards), via le centre-bourg de Saint-Porchaire. Une de ses ramifications, baptisée D216e2, conduit du centre-bourg au hameau de « L'Aiguille », à l'est de la commune.

Les aéroports les plus proches de la commune sont ceux de Rochefort-Saint-Agnant (environ 30 kilomètres à l'ouest) et de La Rochelle-Île de Ré (55 kilomètres au nord). Ceux-ci accueillent principalement des vols charters. L'aéroport international de Bordeaux-Mérignac, desservi par de nombreuses compagnies nationales et internationales, se situe quant à lui à 137 kilomètres.
Le bourg n'est pas desservi par le chemin de fer. Les haltes SNCF les plus proches sont la gare de Bords et la gare de Saint-Savinien. Les gares les plus proches encore dotées d'un personnel sont la gare de Saintes et la gare de Rochefort.

### Communes limitrophes
La commune de Saint-Porchaire est bordée dans sa partie orientale par la commune de Plassay. À l'opposé, elle est limitée dans sa partie occidentale par les communes de Romegoux et de Saint-Sulpice-d'Arnoult.

Au sud de Saint-Porchaire s'étend la commune rurale des Essards.

La partie septentrionale de la commune confine avec Geay. Le lieu-dit « La Queue des Marais » marque la limite entre les deux territoires communaux.

### Climat
Le climat est de type océanique : la pluviométrie est relativement élevée en automne et en hiver et les hivers sont doux. L'été reste tempéré grâce à la brise marine.
Les relevés de la station météorologique de La Rochelle entre 1946 et 2000 permettent de déterminer quelques dates majeures au point de vue climatique en Charente-Maritime : ainsi, au cours de ce laps de temps, la température la plus froide est relevée le 15 février 1956 : −13,6 °C.
Un pic de température (dépassé seulement au cours de la canicule de 2003) est atteint le 8 juillet 1982 avec près de 39 °C à l'ombre.
Si 1953 est considérée comme l'année la plus sèche, 2000 est au contraire la plus pluvieuse.
La Charente-Maritime est le département français qui a été le plus durement touché par l'ouragan Martin du 27 décembre 1999. Les records nationaux de vents enregistrés ont été atteints avec 198 km/h sur l'île d'Oléron et 194 km/h à Royan.

#### Données générales
| Ville             | Ensoleillement · (h/an) | Pluie · (mm/an) | Neige · (j/an) | Orage · (j/an) | Brouillard · (j/an) |
| ----------------- | ----------------------- | --------------- | -------------- | -------------- | ------------------- |
| Médiane nationale | 1 852                   | 835             | 16             | 25             | 50                  |
| Saint-Porchaire   | 2250                    | 755             | 4              | 13             | 26                  |
| Paris             | 1 717                   | 634             | 13             | 20             | 26                  |
| Nice              | 2 760                   | 791             | 1              | 28             | 2                   |
| Strasbourg        | 1 747                   | 636             | 26             | 28             | 69                  |
| Brest             | 1 555                   | 1 230           | 6              | 12             | 78                  |
| Bordeaux          | 2 070                   | 987             | 3              | 32             | 78                  |

| Mois                              | jan. | fév. | mars | avril | mai  | juin | jui. | août | sep. | oct. | nov. | déc. | année |
| --------------------------------- | ---- | ---- | ---- | ----- | ---- | ---- | ---- | ---- | ---- | ---- | ---- | ---- | ----- |
| Température minimale moyenne (°C) | 3,4  | 2,8  | 5,4  | 7,4   | 10,7 | 13,7 | 15,8 | 15,7 | 13,7 | 10,5 | 6,3  | 3,9  | 9,2   |
| Température moyenne (°C)          | 5,9  | 6,9  | 8,7  | 11,1  | 14,3 | 17,5 | 19,8 | 19,6 | 17,8 | 14,2 | 9,4  | 6,6  | 12,7  |
| Température maximale moyenne (°C) | 8,5  | 9,9  | 12,1 | 14,7  | 17,9 | 21,3 | 23,8 | 23,5 | 21,8 | 18   | 12,6 | 9,2  | 16,1  |
| Ensoleillement (h)                | 84   | 111  | 174  | 212   | 239  | 272  | 305  | 277  | 218  | 167  | 107  | 85   | 2 250 |
| Précipitations (mm)               | 82,5 | 66,1 | 57   | 52,7  | 61,1 | 42,9 | 35,1 | 46,4 | 56,5 | 81,6 | 91,8 | 81,8 | 755,3 |

## Urbanisme

### Typologie
Au 1er janvier 2024, Saint-Porchaire est catégorisée commune rurale à habitat dispersé, selon la nouvelle grille communale de densité à 7 niveaux définie par l'Insee en 2022.
Elle est située hors unité urbaine. Par ailleurs la commune fait partie de l'aire d'attraction de Saintes, dont elle est une commune de la couronne,. Cette aire, qui regroupe 62 communes, est catégorisée dans les aires de 50 000 à moins de 200 000 habitants,.

### Occupation des sols
L'occupation des sols de la commune, telle qu'elle ressort de la base de données européenne d’occupation biophysique des sols Corine Land Cover (CLC), est marquée par l'importance des territoires agricoles (67,6 % en 2018), en diminution par rapport à 1990 (70,4 %). La répartition détaillée en 2018 est la suivante : 
terres arables (53 %), forêts (21,9 %), zones agricoles hétérogènes (14,6 %), zones urbanisées (5,4 %), zones humides intérieures (2,6 %), mines, décharges et chantiers (2,5 %). L'évolution de l’occupation des sols de la commune et de ses infrastructures peut être observée sur les différentes représentations cartographiques du territoire : la carte de Cassini (XVIIIe siècle), la carte d'état-major (1820-1866) et les cartes ou photos aériennes de l'IGN pour la période actuelle (1950 à aujourd'hui).

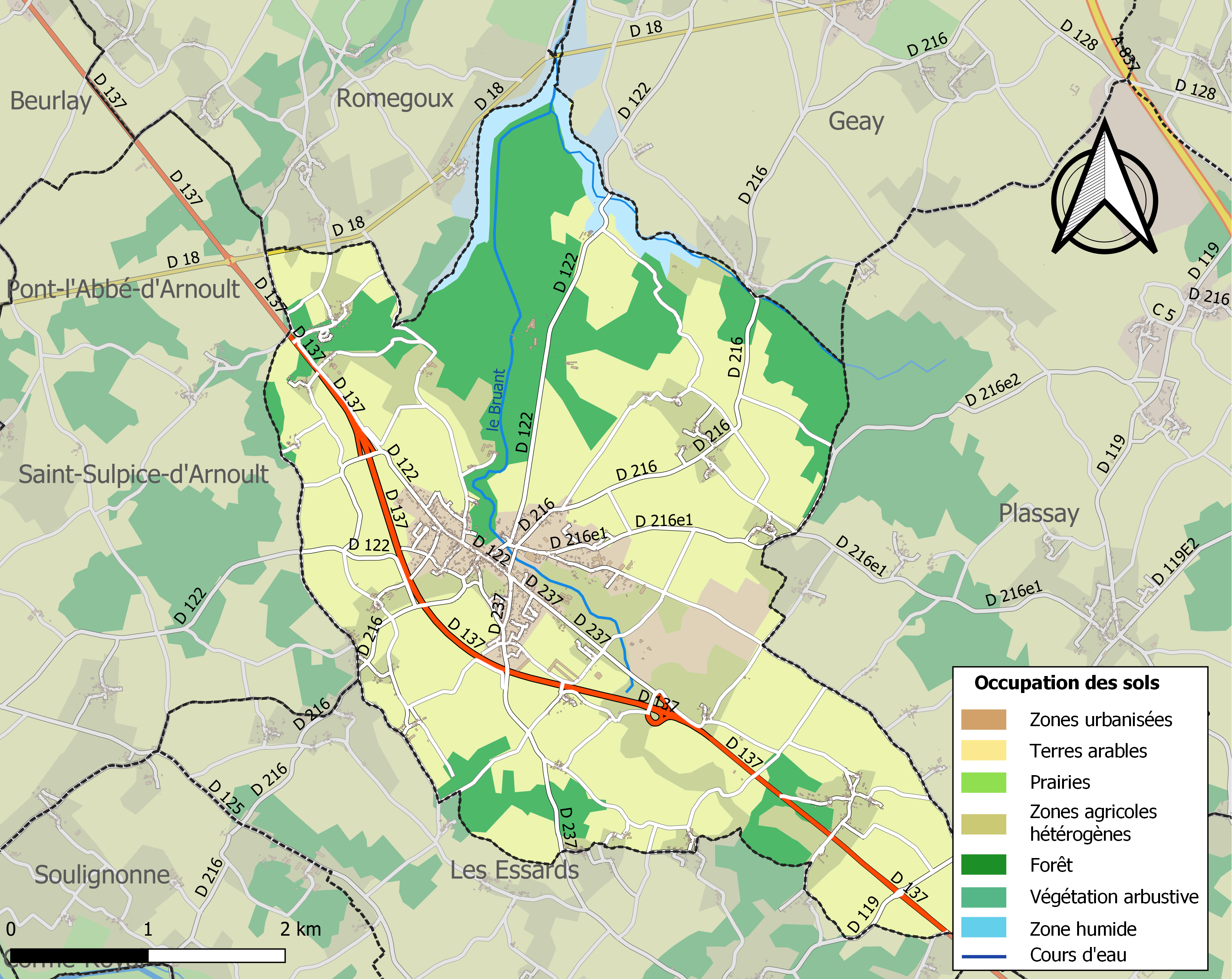
Carte des infrastructures et de l'occupation des sols de la commune en 2018 (CLC).

### Risques majeurs
Le territoire de la commune de Saint-Porchaire est vulnérable à différents aléas naturels : météorologiques (tempête, orage, neige, grand froid, canicule ou sécheresse), inondations, mouvements de terrains et séisme (sismicité faible). Il est également exposé à un risque technologique, le transport de matières dangereuses. Un site publié par le BRGM permet d'évaluer simplement et rapidement les risques d'un bien localisé soit par son adresse soit par le numéro de sa parcelle.

#### Risques naturels
Certaines parties du territoire communal sont susceptibles d’être affectées par le risque d’inondation par débordement de cours d'eau. La commune a été reconnue en état de catastrophe naturelle au titre des dommages causés par les inondations et coulées de boue survenues en 1982, 1999 et 2010,.

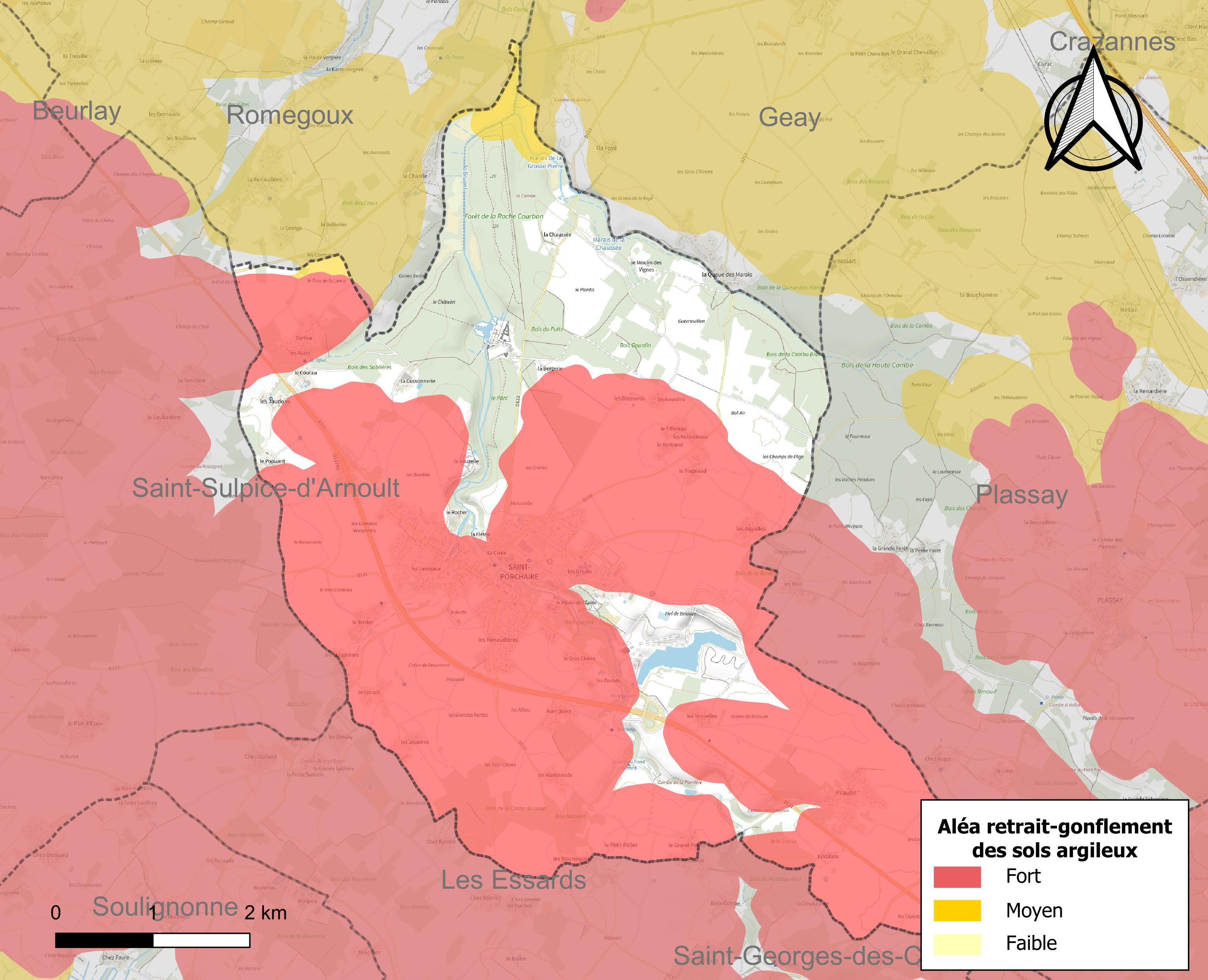
Carte des zones d'aléa retrait-gonflement des sols argileux de Saint-Porchaire.

Les mouvements de terrains susceptibles de se produire sur la commune sont des affaissements et effondrements liés aux cavités souterraines (hors mines) et des tassements différentiels. Par ailleurs, afin de mieux appréhender le risque d’affaissement de terrain, l'inventaire national des cavités souterraines permet de localiser celles situées sur la commune.
Le retrait-gonflement des sols argileux est susceptible d'engendrer des dommages importants aux bâtiments en cas d’alternance de périodes de sécheresse et de pluie. 67,5 % de la superficie communale est en aléa moyen ou fort (54,2 % au niveau départemental et 48,5 % au niveau national). Sur les 859 bâtiments dénombrés sur la commune en 2019, 812 sont en aléa moyen ou fort, soit 95 %, à comparer aux 57 % au niveau départemental et 54 % au niveau national. Une cartographie de l'exposition du territoire national au retrait gonflement des sols argileux est disponible sur le site du BRGM,.
Par ailleurs, afin de mieux appréhender le risque d’affaissement de terrain, l'inventaire national des cavités souterraines permet de localiser celles situées sur la commune.
Concernant les mouvements de terrains, la commune a été reconnue en état de catastrophe naturelle au titre des dommages causés par la sécheresse en 1989, 1991, 2003, 2005, 2009 et 2011 et par des mouvements de terrain en 1999 et 2010.

#### Risques technologiques
Le risque de transport de matières dangereuses sur la commune est lié à sa traversée par une ou des infrastructures routières ou ferroviaires importantes ou la présence d'une canalisation de transport d'hydrocarbures. Un accident se produisant sur de telles infrastructures est susceptible d’avoir des effets graves sur les biens, les personnes ou l'environnement, selon la nature du matériau transporté. Des dispositions d’urbanisme peuvent être préconisées en conséquence.

## Toponymie
Saint-Porchaire tire son nom du saint éponyme, troisième abbé de Saint-Hilaire-le-Grand de Poitiers, mort ermite au VIe siècle.
En 1790, la commune est baptisée « Saint-Porchere ». Cette ancienne graphie est à l'origine du gentilé « Saint-Porcherois ».
La commune est brièvement rebaptisée « L'Épine » sous la Terreur, du nom d'un des principaux cours d'eau arrosant la commune.
En 1801, une ordonnance lui confère son nom actuel.

## Histoire

### Préhistoire

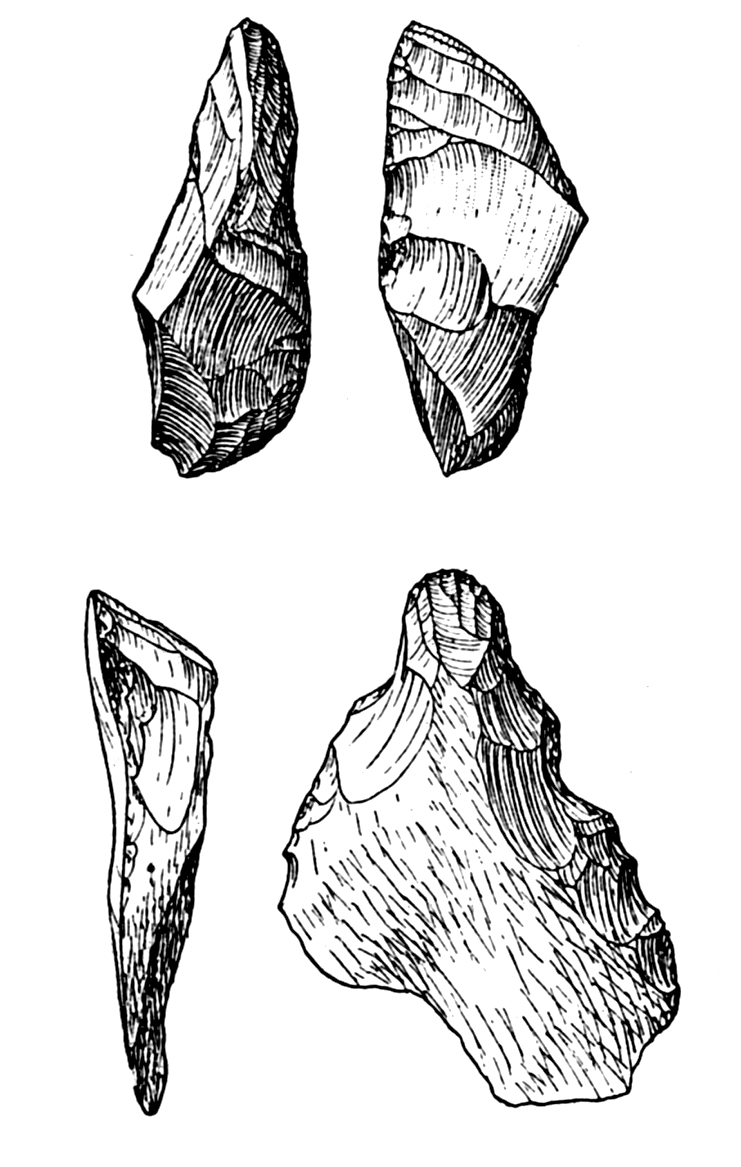
Racloirs carénés aurignaciens, semblables à ceux retrouvés sur le site du Bouil-Bleu.

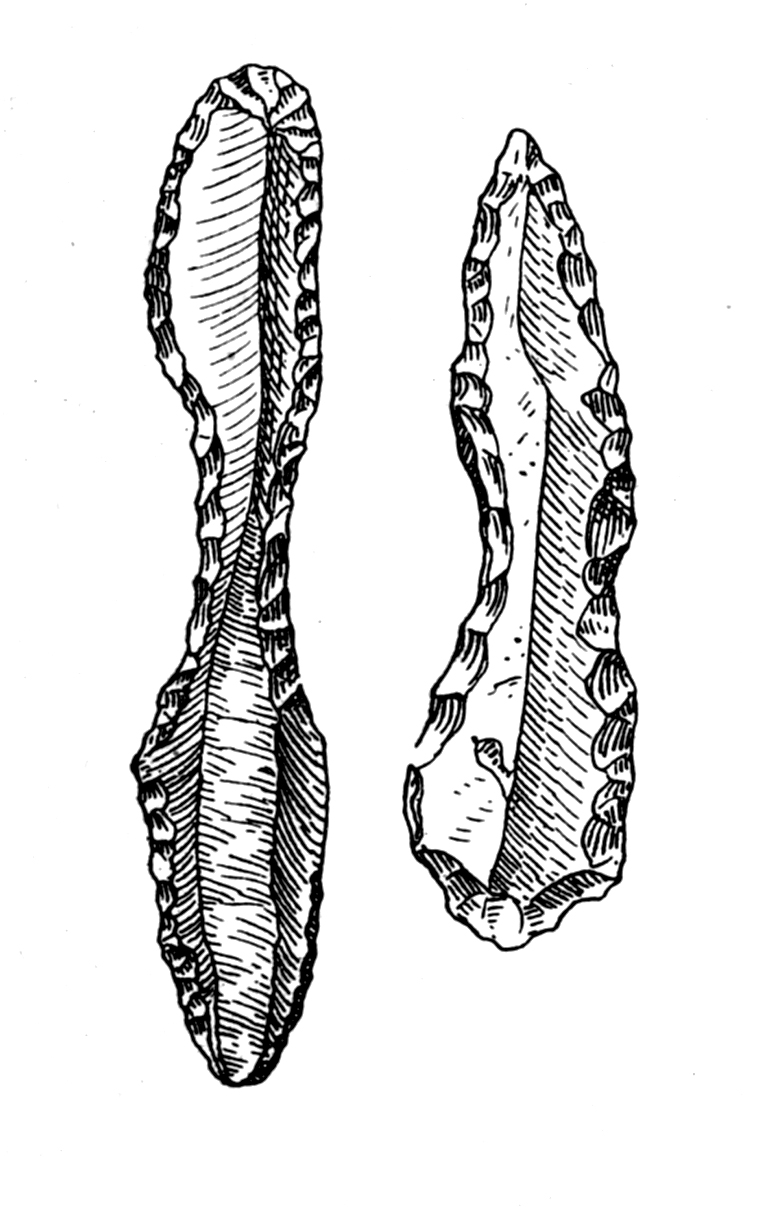
Lames aurignaciennes, semblables à celles retrouvées à Saint-Porchaire.

La vallée du Bruant, affluent de la Charente est parsemée de nombreuses grottes, qui ont servi très tôt d'abris aux hommes de la Préhistoire. Elles incluent :
- les grottes du Bouil-Bleu
- la grotte du Château ou "du Sorcier"
- la grotte de La Baraude
- l'abri de La Vauzelle
- la Grande Diaclase de La Vauzelle
- les grottes de la Flétrie
- le trou de la Salamandre
- la grotte de Chez Coureau
- la grotte des Piliers[25].

Grotte du Bouil Bleu et grotte de la Baraude
Plusieurs campagnes de fouilles se sont succédé dans les grottes de La Baraude ou du Bouil Bleu. 

Les premières prospections datent de la fin du XIXe siècle avec E. Lemarie et F. Bosse, ce dernier occupant alors le poste d'instituteur à Saint-Porchaire. Explorant en premier lieu la grotte du « Bouil Bleu », ils collectent plusieurs outils moustériens et aurignaciens. 

En 1886, plusieurs membres de la Société d'Histoire Naturelle de la Charente-Inférieure et de la Société de Géographie de Rochefort décident de se rendre sur les lieux à leur tour. Ils découvrent dans la grotte de La Baraude une brèche contenant des os et des silex taillés paraissant dater de l'époque moustérienne,.
En 1924, Marcel Clouet trouve une plaque calcaire gravée. Brisée en deux fragments par suite de fouilles clandestines, celle-ci semble représenter les profils emboîtés de plusieurs mammouths, donnant l'impression « d'un troupeau en marche ». Les incisions sont incrustées d'une couleur rouge (ocre ?), que Clouet fait malheureusement disparaître en lavant la plaque. Datée de l'Aurignacien par Henri Breuil, c'est l'une des plus anciennes gravures préhistoriques retrouvées à ce jour en région Poitou-Charentes. En 1926 Clouet publie finalement trois plaques gravées de la même provenancen et en 1939 il dessine une coupe d'une partie de la grotte sur 13 m de longueur, « jusqu'au fond de la Grande Rotonde ». 

Il collecte aussi des éclats d'os, une pointe moustérienne à « base assez large », des burins et des grattoirs carénés aurignaciens, des éclats de silex provenant de retouches de lames peut-être plus récentes, des débris d'os indéterminés.
En 1948 J.M. Debruge fait un plan de la grotte du Bouil Bleu.
En 1956, le site est de nouveau fouillé par Robert Colle, Camille Gabet et Pierre Geay. La collection d'outils moustériens et aurignaciens augmente avec la mise au jour de nouvelles pièces : aiguille en os portant des encoches, grattoirs et autres productions typiques du Paléolithique. 

Ces découvertes sont cependant suivies par une autre plus intrigante : un os humain, puis la partie supérieure d'un squelette sont bientôt exhumés. Si tous les indices laissent d'abord penser à une sépulture préhistorique, la datation au carbone 14 de 1995 infirme finalement cette théorie : celle-ci révèle que l'ensevelissement date de la période gallo-romaine,,, soit entre 18 et 325 de notre ère.
En 1992, une cavité livre d'autres ossements, appartenant à des chevaux et datant « vraisemblablement de l'époque paléolithique ». 

Plusieurs grottes attenantes livrent parallèlement des découvertes potentiellement intéressantes : ainsi de la grotte du Sorcier, où se trouve un autel gynécomorphe daté du Magdalénien (environ 15000 ans avant notre ère) et qui pourrait avoir servi à des rites de fécondité.
En 2005, une nouvelle plaque ornée de gravures est retrouvée dans un couloir de la grotte du Triangle par Thierry Le Roux et Yves Olivet. Selon Denis Vialou, ses gravures datent du Magdalénien. D'un tracé plus élaboré mais aussi plus récent que celles retrouvées en 1924, elles semblent représenter une tête d'équidé et des symboles rappelant les tectiformes du Périgord.
Une partie du produit des fouilles est exposée au musée de la Préhistoire attenant dans le châtelet d'entrée du château.

Grottes du Bouil Bleu
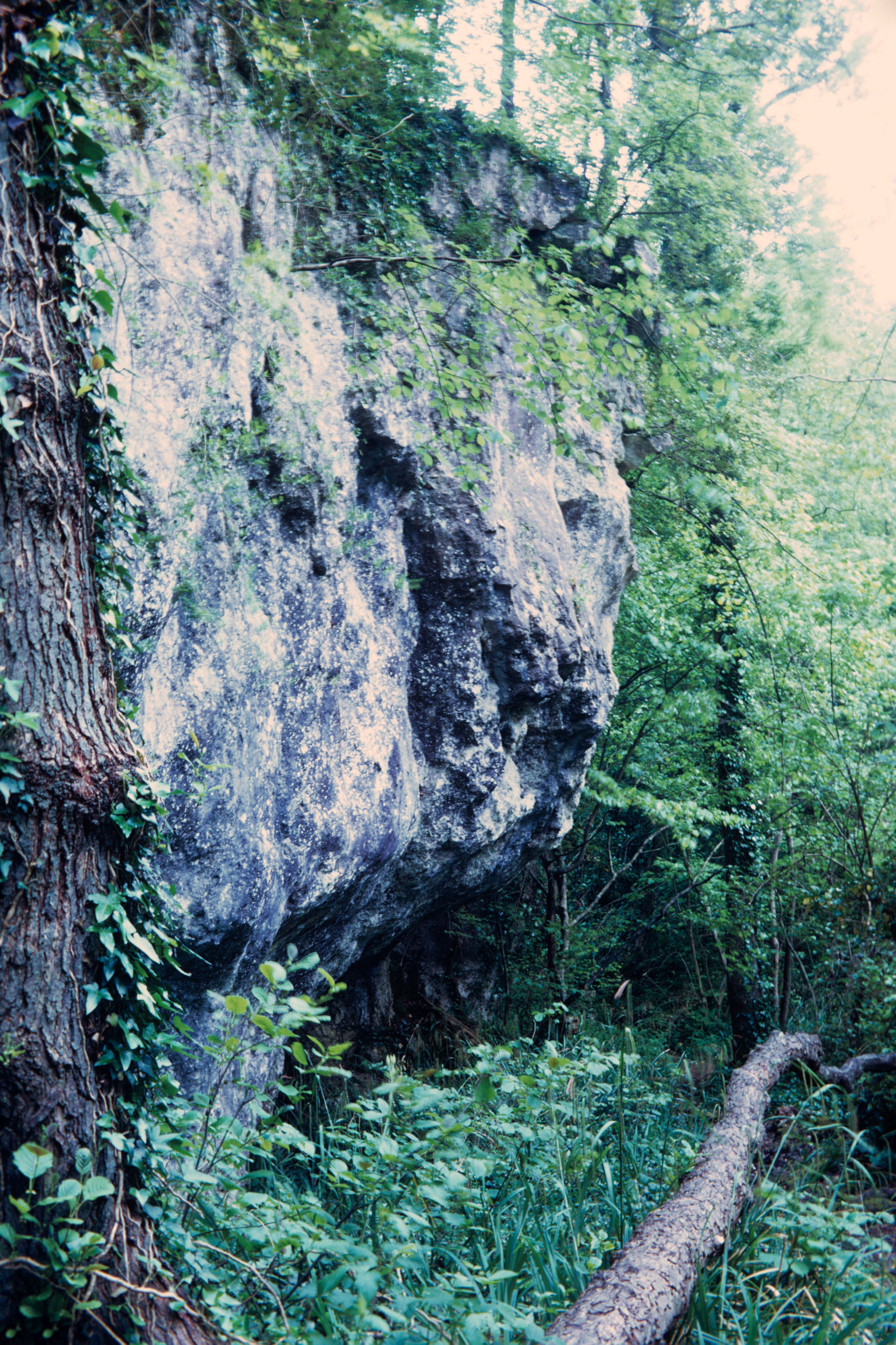
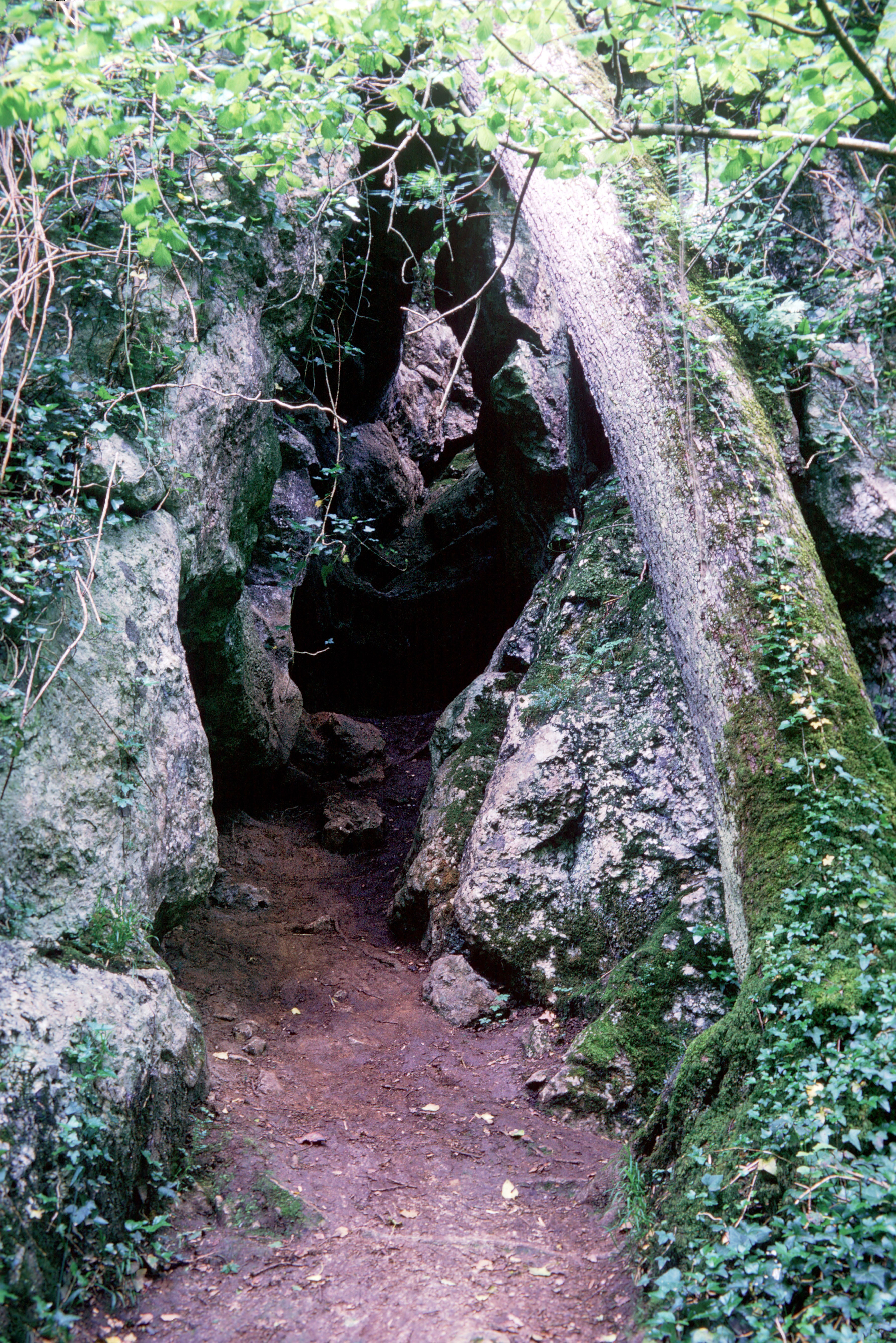
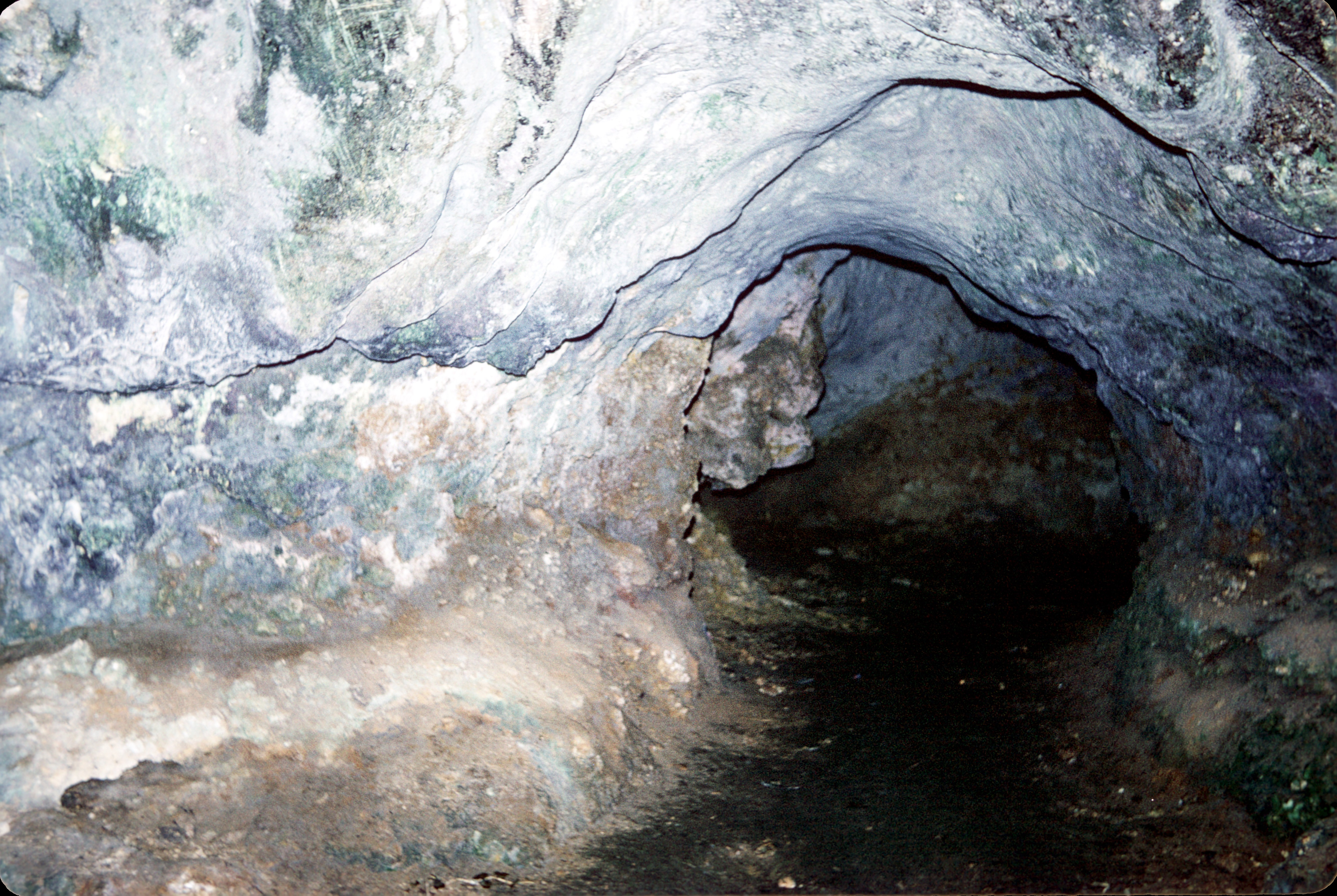
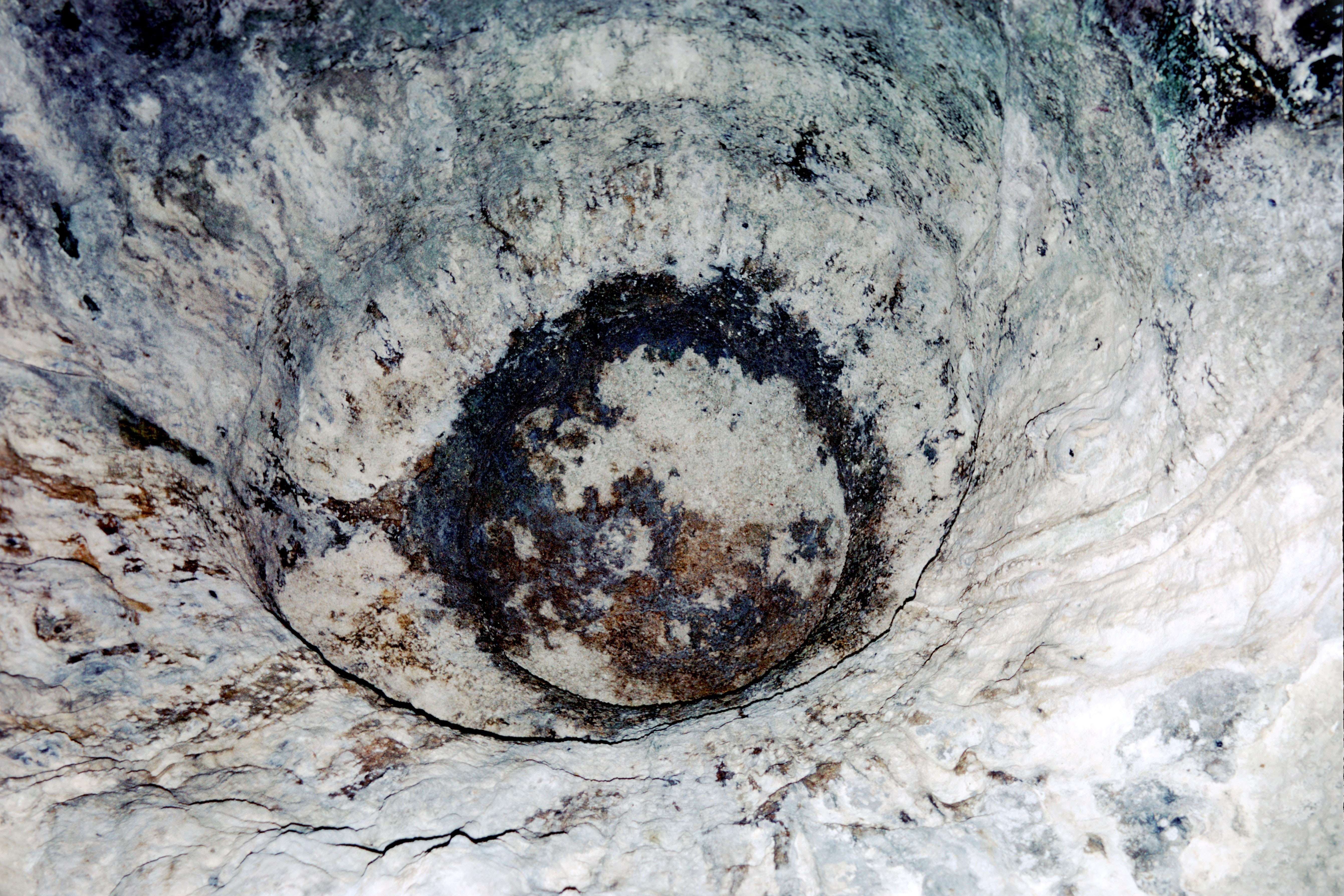
Plafond d'une des grottes

### Antiquité et Moyen Âge
Des vestiges d'époque gallo-romaine à proximité du château de la Rochecourbon laissent entrevoir la présence d'un camp romain à cette époque. Cependant, le faible nombre de vestiges et l'absence de documents écrits font que cette période de l'histoire communale reste encore méconnue. Un squelette de l'époque gallo-romaine découvert par P. Geai et J.-R. Colle en 1956 dans une grotte du Bouil-Bleu, avait à l'époque des fouilles été daté de l'Aurignacien ; la correction des dates est intervenue après une datation au carbone 14 en 1995.
L'histoire médiévale de la paroisse de Saint-Porchaire demeure elle aussi relativement mal connue. 

La Forêt de Romette, aujourd'hui connue sous le nom de Forêt de La Rochecourbon, est mentionnée dès 1077. 

La paroisse est une seigneurie attestée dès le milieu du XIe siècle, époque qui voit la construction d'un premier château fort. Celui-ci est sans doute détruit durant les combats qui secouent la région durant la guerre de Cent Ans, ou encore volontairement remanié en ces temps incertains.
La paroisse de Saint-Porchaire est pendant plusieurs siècles une possession des seigneurs anglo-gascons, alors maîtres d'une partie de la Saintonge. L'un des seigneurs anglais à avoir le plus marqué cette partie de la Saintonge est le conseiller du roi Édouard III Simon Burleigh. 

Maître de plusieurs forteresses, il laisse son nom à un village voisin : Beurlay.
En 1326, le pape Jean XXII invite les différentes paroisses de la province ecclésiastique de Bordeaux à contribuer financièrement en vue de réduire une « hérésie ». La paroisse de « Sancti Porcharii », dans l'archiprêtré de Corme (aujourd'hui Corme-Royal) contribue à hauteur de 25 sols tournois.
Le 1er ou le 8 avril 1351 a lieu une rencontre fortuite  aux abords de la ville entre Français et Anglais. Les premiers sont défaits, perdent 600 hommes, leur chef Arnoul d'Audrehem est fait prisonnier.
En 1475, la Saintonge redevient française. Le château, appelé alors comme « Romette », est la propriété du seigneur Jehan de La Tour, qui contribue à le fortifier. 

La forteresse devient plus tard la propriété d'une famille noble originaire de Touraine, les Courbon ; ils deviennent ensuite les Courbon-Blénac-Champdolent, dont l'influence est prépondérante jusqu'à la Révolution.

### Une paroisse de Saintonge

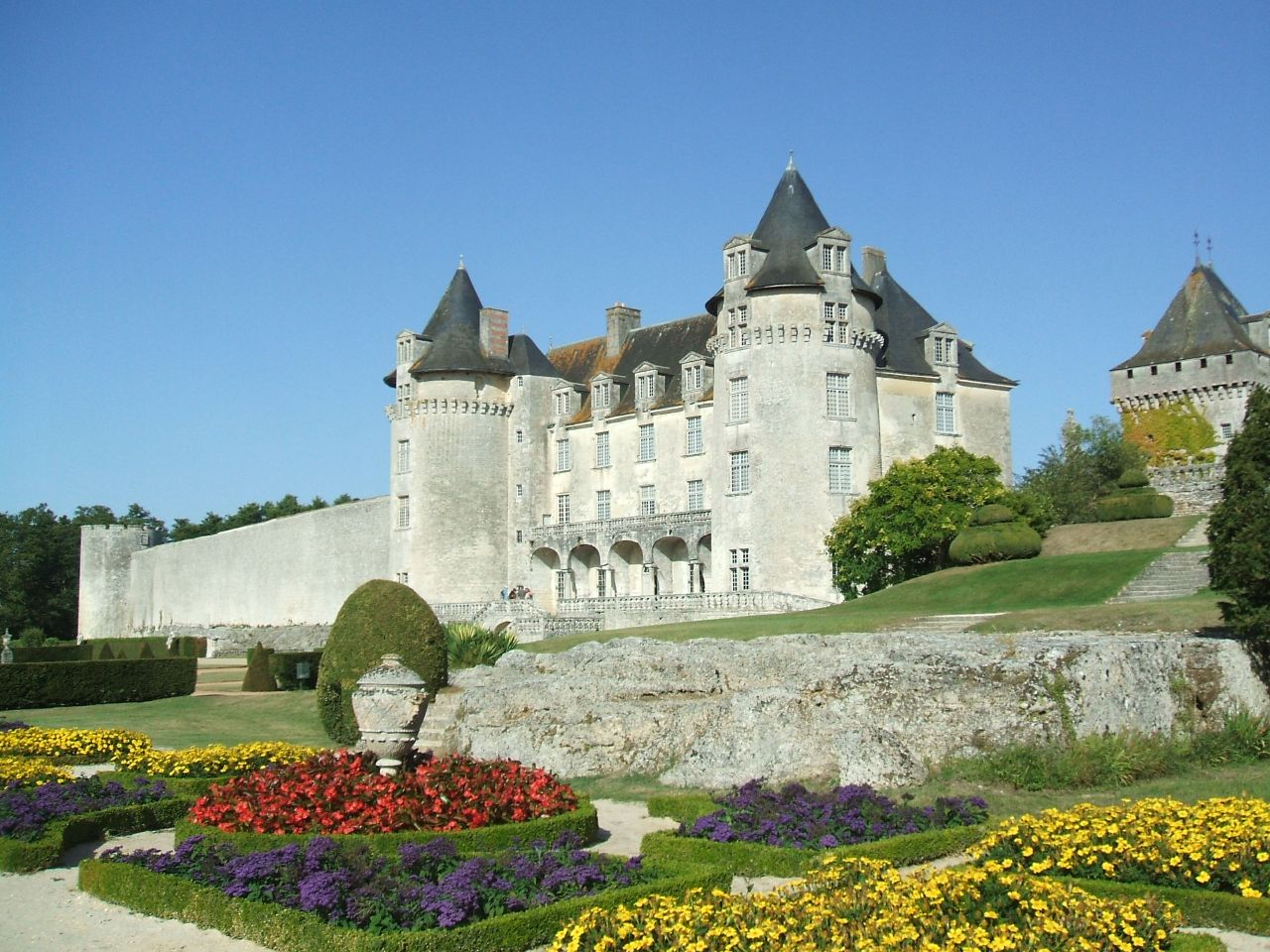
Une vue sur les jardins du château.

En 1672, un duel opposant le jeune Jacques de Courbon au grand bretteur François-Amanieu d’Albret de Miossans- célèbre pour avoir, entre autres faits d'armes, tué en combat singulier le mari de Madame de Sévigné - se solde par la mort de ce dernier près de Mirambeau. L'affaire fait grand bruit dans la province.

Accusé de meurtre par Élizabeth de Pons, veuve de Monsieur de Miossans, Jacques de Courbon est incarcéré à la prison de la Conciergerie à Bordeaux en attendant son procès.

Celui-ci est cependant cassé par le conseil du roi le 23 juillet, rendant à l'accusé son honneur.
En 1699, l'intendant Michel Bégon est chargé de rédiger un mémoire sur les paroisses constituant la généralité de La Rochelle, principale subdivision administrative de la « Xaintonge ».

Saint-Porchaire est alors intégrée à l'élection de « Xaintes » (Saintes), et est abonnée à hauteur de 1680 livres au marquis de la Rochecourbon. Le mémoire de 1699 indique que la commune possède « Bled, bois et pascages » (sic). De fait, la paroisse est alors le siège d'un important marché aux bestiaux, et est également renommée pour l'exploitation de certaines essences d'arbres destinées au charronnage.

### Naissance de la commune

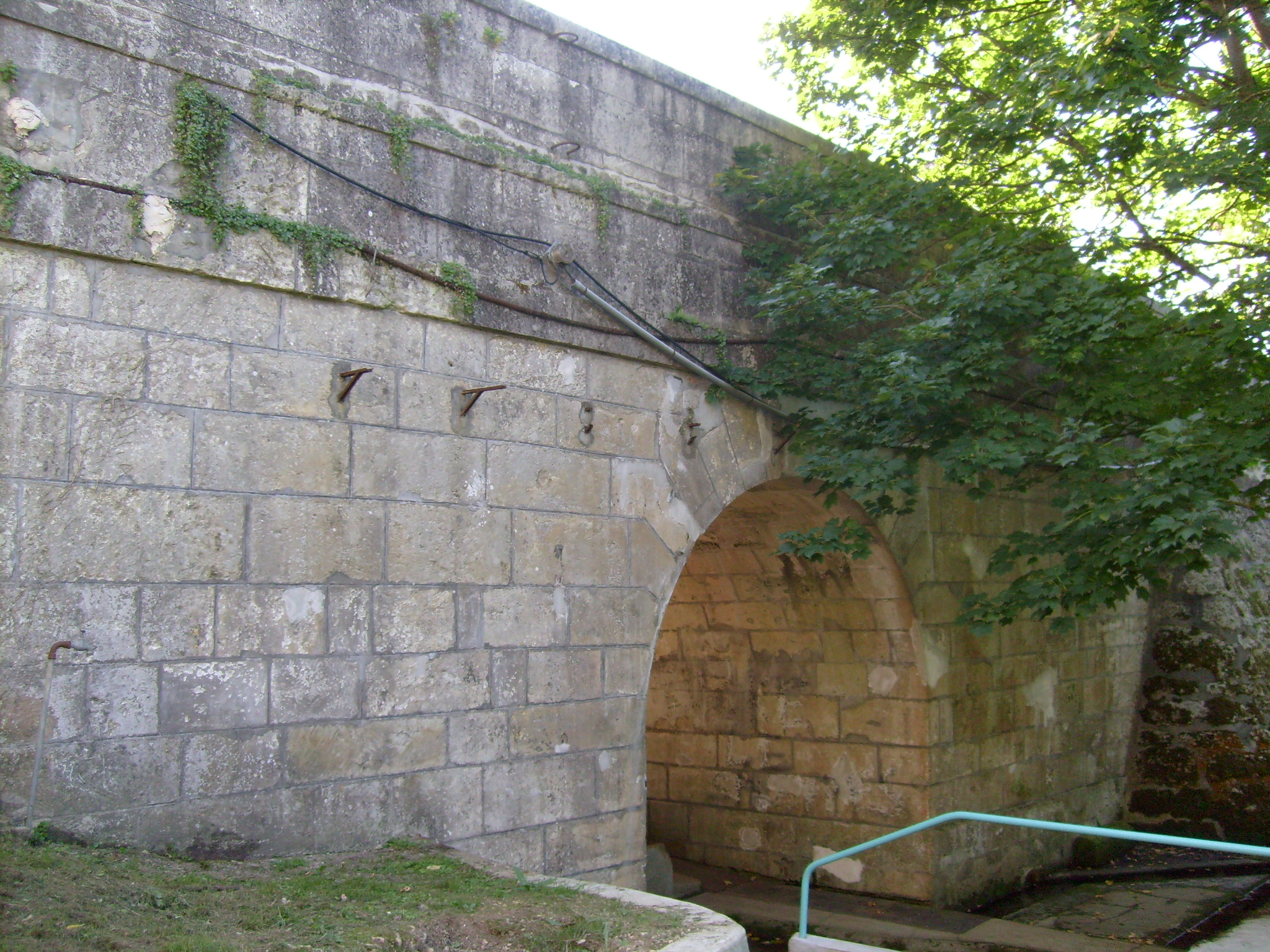
Le Pont Napoléon.

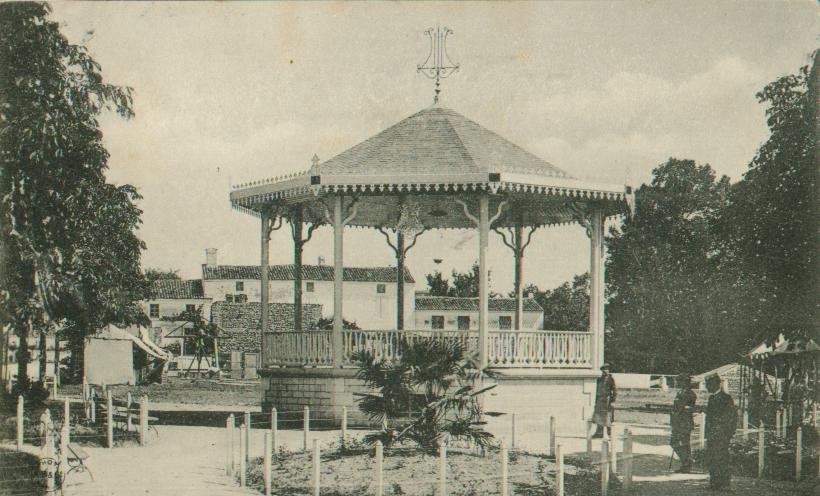
Le kiosque à musique, aujourd'hui détruit.

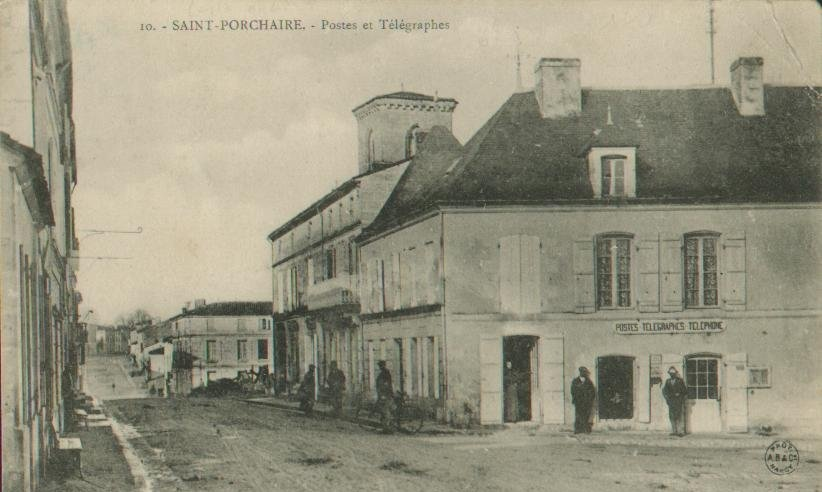
Le centre-bourg au début du XXe siècle.

En 1790, le village de Saint-Porchaire devient une commune dépendante du district de Saintes. 

L'année suivante, Pierre Depain, curé de Saint-Porchaire depuis 1787, refuse de prêter serment et est de ce fait considéré comme réfractaire. Emprisonné, il parvient à s'enfuir en Espagne, d'où il revient en 1797.
À la veille de la terreur, alors que plus que jamais la République semble en danger, les autorités du département nouvellement constitué ordonnent de réquisitionner les pièces d'artillerie présentes au château de la Rochecourbon. Une missive datée du 6 avril 1793 indique ainsi :
« Le conseil général du département de la Charente-Inférieure, instruit qu'il y a dans le ci-devant château de la Rochecorbon (sic), situé dans la paroisse de Saint-Porchaire, des effets d'artillerie qui peuvent être utiles à la République (...) arrête que le citoyen Tourneur, membre du conseil d'administration, se transportera sur le champ, en qualité de commissaire, au dit-lieu de Saint-Porchaire, pour faire dans le ci-devant château et autres lieux circonvoisins toutes visites et perquisitions qu'il jugera convenables »
.
Cependant, le marquis de La Rochecourbon ayant choisi de rester dans son pays, ses biens dont le château ne sont pas saisis comme biens d'émigré ni vendus comme biens nationaux.
Sous la Terreur, la commune est tenue de fournir deux charrettes destinées au transport des prêtres réfractaires en vue de leur déportation.
En 1801, Saint-Porchaire devient chef-lieu de canton à la place de Pont-l'Abbé. Trois ans plus tard, en qualité de « Président du canton », le fonctionnaire Deviaud-Fleury est convié, tout comme nombre d'autres personnalités départementales, à assister au couronnement de « leurs Majestés Impériales » le 2 décembre 1804.
Napoléon Ier, empereur et chef de guerre, est à l'origine de la construction du pont surplombant le vallon de l'Épine, destiné à faciliter le passage des troupes en partance pour l'Espagne. 

Il ordonne également l'aménagement de la « Grande route impériale », axe rectiligne mieux connu aujourd'hui sous le nom de « Route nationale 137 ».
Sous l'Empire le bourg se développe peu à peu et les premières infrastructures sont mises en place.
Le 12 octobre 1822, un loup sème la terreur à Saint-Porchaire et dans plusieurs villages alentour. 

L'animal est tout d'abord signalé dans la commune voisine de Saint-Thomas-du-Bois (aujourd'hui intégrée à Beurlay), où il dévore plusieurs brebis, avant de se retourner contre les bergers venus porter secours à leur troupeau. Trois personnes sont grièvement blessées. 

Plus tard dans la journée, il va dans la commune de Saint-Sulpice-d'Arnoult où il continue ses ravages. À la nuit tombante, un dénommé Barraud le rencontre sur la route de Pont-l'Abbé, dans la commune de Saint-Porchaire. Monté sur sa mule, il tente d'effrayer l'animal de son fouet, mais celui-ci s'enhardit au lieu de s'effrayer. le loup l'attaque et lui dévore une partie du visage avant de prendre la fuite. 

L'animal est tué le lendemain non loin de Sablonceaux, mais trois personnes succombent à leurs blessures dans les jours suivants.

### «Font-Bruant»

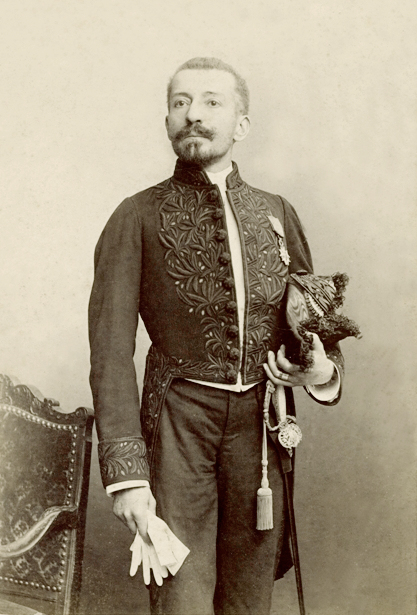
Pierre Loti.

À la fin du XIXe siècle, un jeune écrivain, Julien Viaud, mieux connu sous son nom de plume, Pierre Loti, passe de nombreux séjours dans la maison de sa sœur Marie Bon, peintre et portraitiste, mariée au percepteur Armand Bon. Cette maison, où sa soeur l'initie aux arts du dessin et de l'écriture et qui sera très importante pour lui, a été récemment réhabilitée.
Julien Viaud aime à flâner à travers la ville et la campagne alentour, écrivant :
« C’est toujours une impression intraduisible que de revenir dans ce lieu pour moi unique au monde »

Au cours de ses fréquents séjours à « Font-Bruant » - ainsi nomme-t-il la commune de Saint-Porchaire, dont il n'aime pas le nom - il flâne à travers marais, forêts et pâturages. Il tombe ainsi sous le charme d'un vieux château à demi-abandonné qui, au milieu des ronces et des mauvaises herbes, lui semble être « Le château de la Belle au bois dormant ». 
Ce château, c'est La Rochecourbon, édifice alors inhabité et fermé, dont la forêt est menacée de destruction pour faire du charbon de bois et qu'il contribue à sauver d'une ruine certaine grâce à la parution d'une tribune dans le journal Le Figaro en octobre 1908. 
Même au bout du monde, celui-ci semble le hanter. Il écrit ainsi à la fin de sa vie :
« Le château fermé et ses chênaies profondes hantaient mon imagination toujours; entre mes longs voyages, je revenais comme un pèlerin ramené pieusement par le souvenir, me disant chaque fois que rien des lointains pays n'était plus reposant ni plus beau que ce coin si ignoré de notre Saintonge »
À sa mort en 1923, respectant en cela ses dernières volontés, son cortège funèbre passe par Saint-Porchaire, avant de rejoindre Saint-Pierre-d'Oléron, pour être inhumé "à la protestante" dans le jardin d'une maison ancestrale.
Le dimanche 23 août 1925, une plaque commémorative est apposée sur le mur de la maison de sa sœur et de son beau-frère Armand Bon, le « grand Raman ». Celle-ci indique :
« Pierre Loti vécut ici sa prime jeunesse

Il chanta la Rochecourbon »

## Politique et administration

### Administration municipale

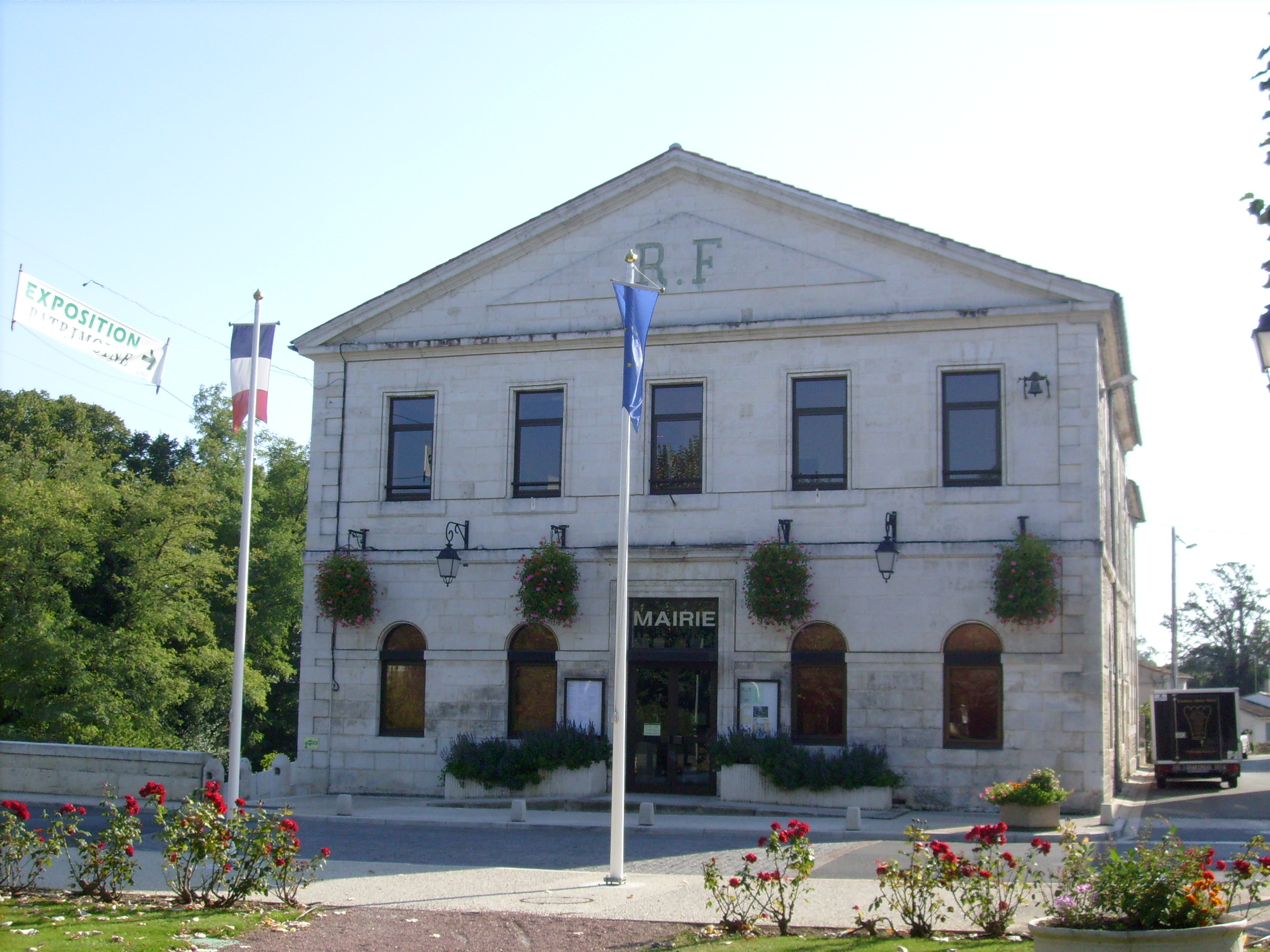
La Mairie vue du jardin public.

De 1789 à 1799, en vertu de la loi du 14 décembre 1789, les agents municipaux (maires) sont élus au suffrage direct pour 2 ans et rééligibles, par les citoyens actifs de la commune âgés d'au moins 25 ans, contribuables payant une contribution au moins égale à 3 journées de travail dans la commune. Sont éligibles ceux qui paient un impôt équivalent au moins à dix journées de travail.
De 1799 à 1848, La constitution du 22 frimaire an VIII (13 décembre 1799) revient sur l’élection du maire, les maires sont nommés par le préfet pour les communes de moins de 5 000 habitants. La Restauration instaure la nomination des maires et des conseillers municipaux. Après les lois organiques 1831, les maires sont nommés (par le roi pour les communes de plus de 3 000 habitants, par le préfet pour les plus petites), mais les conseillers municipaux sont élus au suffrage censitaire pour six ans.
Du 3 juillet 1848 à 1851, les maires sont élus par le conseil municipal pour les communes de moins de 6 000 habitants.
De 1851 à 1871 les maires sont nommés par le préfet, pour les communes de moins de 3 000 habitants et pour 5 ans à partir de 1855. Après 1871, les maires sont de nouveau élus, sauf dans les chefs-lieux (de départements, d'arrondissements ou de cantons).
Ce n'est que le 28 mars 1882, qu'une loi sur l’organisation municipale (encore en vigueur) est votée, et qui régit le principe de l'élection du maire et des adjoints par le conseil municipal, quelle que soit l'importance de la commune (sauf pour Paris). La loi du 5 avril 1884 fixe le mandat à quatre ans, durée portée le 10 avril 1929 à six ans.
Les élections municipales de 2008 ayant conduit au renouvellement de la liste conduite par le maire sortant Jean-Claude Grenon, celui-ci a été réélu au cours d'une séance extraordinaire du conseil municipal en mars 2008.
Cette séance a également vu la désignation des membres du conseil municipal et la répartition de leurs prérogatives au sein de celui-ci. Ainsi, Jean Le Pouliquen a été nommé premier adjoint au maire, chargé des dossiers relatifs à la vie associative et culturelle et au jumelage, tandis que Alain Boucherit était nommé second adjoint, chargé des questions des travaux et de l'entretien des bâtiments municipaux.

La responsabilité de troisième adjoint au maire a été confiée à Nelly Boursiquot, chargé des affaires sociales et de la garderie péri-scolaire, celle de quatrième adjoint l'a été à Bernard Caille, chargé de la voirie et des villages (hameaux), tandis que Jacques Duriez se voyait confier le poste de cinquième adjoint au maire, chargé de l'environnement et des espaces verts.

### Liste des maires
| Période                                  | Période  | Identité           | Étiquette | Qualité  |
| ---------------------------------------- | -------- | ------------------ | --------- | -------- |
| avant 1981                               | ?        | Pierre Miot        |           |          |
| 1989                                     | En cours | Jean-Claude Grenon | DVD       | Retraité |
| Les données manquantes sont à compléter. |          |                    |           |          |

### Région
À la suite de la réforme administrative de 2014 ramenant le nombre de régions de France métropolitaine de 22 à 13, la commune appartient depuis le 1er janvier 2016 à la région Nouvelle-Aquitaine, dont la capitale est Bordeaux. De 1972 au 31 décembre 2015, elle a appartenu à la région Poitou-Charentes, dont le chef-lieu était Poitiers.

### Canton
La commune est l'une des vingt communes appartenant au Canton de Saint-Porchaire, dont elle est le chef-lieu.

Ses 1 543 habitants (recensement officiel de 2006) en font la seconde commune la plus peuplée du canton après Pont-l'Abbé-d'Arnoult.
Saint-Porchaire devint chef-lieu de canton en 1801, succédant à Pont-l'Abbé-d'Arnoult.
Le conseiller général du canton pour la mandature 2008-2014 est Michel Doublet (UMP)

### Intercommunalité
Saint-Porchaire est le siège de la Communauté de communes Cœur de Saintonge, une structure intercommunale composée de 18 communes situées dans le canton de Saint-Porchaire.

### Jumelages
Saint-Porchaire est jumelé avec la ville de Soultzmatt, une cité alsacienne située à environ 25 kilomètres de Colmar.

### Tendances politiques
L'analyse des résultats de l'élection présidentielle de 2007 laisse apparaître une poussée de l'électorat de Droite, avec un score du candidat de l'UMP Nicolas Sarkozy supérieur à la moyenne départementale (51,93 %) ou nationale (53,06 %).
Après avoir obtenu 33 % des suffrages lors du premier tour des élections le 22 avril 2007, loin devant son adversaire socialiste Ségolène Royal (20,49 %), il consolide sa position au second tour, obtenant 57,50 % des suffrages exprimés, soit un total de 575 voix sur 1000 votants. Parallèlement, Ségolène Royal totalisait 425 bulletins en sa faveur, tandis que 43 bulletins étaient décomptés comme blanc ou nuls.
Cette prédominance de la Droite s'est confirmée lors des élections législatives qui ont suivi, Didier Quentin (UMP) conservant son siège de député de la 5e circonscription de la Charente-Maritime, obtenant 54,17 % des voix dans la commune.
En revanche, les résultats des élections régionales de 2004 dans la commune ont été conformes à la poussée globale de la Gauche en Poitou-Charentes. 
C'est ainsi la liste conduite par Ségolène Royal (PS) qui a remporté le scrutin avec 45,31 % des voix au second tour, devant la liste de l'UMP conduite par Élizabeth Morin (40,40 %).

Ces chiffres reflétaient déjà la tendance du premier tour, à l'issue duquel la liste de Ségolène Royal était en tête (38,19 %), devant celle d'Élizabeth Morin (34,82 %).
Résultats du second tour des élections présidentielles de 2007 et 2002
- élection présidentielle de 2007 : 57,50 % pour Nicolas Sarkozy (UMP), 42,50 % pour Ségolène Royal (PS). Participation : 88,99 %[53].
- élection présidentielle de 2002 : 80,70 % pour Jacques Chirac (RPR), 19,30 % pour Jean-Marie Le Pen (FN). Participation : 85,33 %[54].

Résultats des élections législatives de 2007 et 2002
- élections législatives de 2007 : 54,17 % pour Didier Quentin (UMP), 18,02 % pour Vincent Barraud (PRG). Participation : 62,38 %[55]
- élections législatives de 2002 : 48,77 % pour Didier Quentin (RPR), 20,35 % pour Régine Joly (PS). Participation : 70,06 %[56] (Au premier tour)
- 65,47 % pour Didier Quentin (RPR), 34,53 % pour Régine Joly (PS). Participation : 62,52 %[56](Au second tour).

Résultats des élections régionales de 2004
- élections régionales de 2004 : 45,31 % pour Ségolène Royal (PS), 40,40 % pour Élizabeth Morin (UMP). Participation : 67,45 %[57].

### Politique environnementale
Dans son palmarès 2024, le Conseil national de villes et villages fleuris de France a attribué une fleur à la commune.

## Démographie

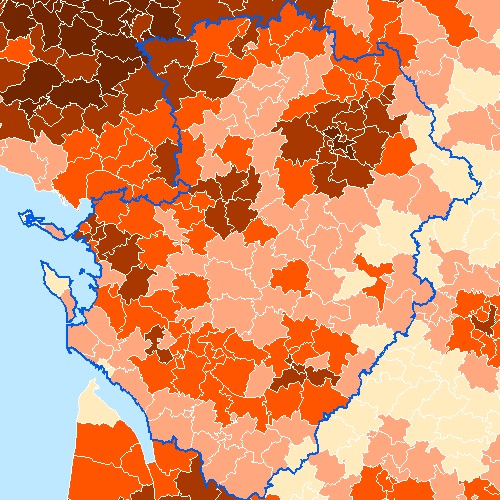
La part des - de 25 ans dans le canton de Saint-Porchaire est relativement importante.

La commune de Saint-Porchaire est une commune rurale et résidentielle bien que située en marge de l'aire urbaine de Saintes et à faible distance de l'aire urbaine de Rochefort.
Elle est cependant intégrée à un bassin de vie autonome centré sur le pôle urbain de Saintes, tout en gardant des liens avec le bassin de vie de Pont-l'Abbé-d'Arnoult. Ce dernier intègre une partie du canton de Saint-Porchaire et est ancré dans la zone d'influence de Rochefort.
Les dernières informations publiées par l'INSEE indiquent que la population de la commune s'élevait en 2006 à 1543 habitants pour une superficie de 1740 hectares, soit une densité de population de 89 hab/km².

De 1793 à 1841, les recensements successifs indiquent une relative croissance de la population communale, tandis que la période comprise entre les recensements de 1846 à 1911 se caractérise par une certaine stabilité. 

Les chiffres du recensement de 1921 montrent une baisse brutale de la population, laquelle perd un peu plus de 200 habitants. Ce creux démographique est symptomatique des effets de la grande guerre sur les populations rurales et marque le début d'une période d'exode rural. 

Celui-ci est cependant relativement mesuré et la population ne connaît pas de grandes fluctuations jusque dans les années 1950. 

À partir du recensement de 1962, la population de la commune entre dans une nouvelle phase de croissance et passe de nouveau la barre des mille habitants. En vingt ans, de 1962 à 1982, grâce à un solde migratoire positif, la population croît de 200 habitants, atteignant les 1 289 habitants en 1990, puis les 1 543 habitants en 2006.
Les statistiques publiées en 1999 par le ministère du logement et de la ville indiquent une part des moins de 25 ans dans la population de 28 %, tandis que celle des non-diplômés atteint 21,9 %.

La part des étrangers dans la population est extrêmement faible : elle est actuellement de l'ordre de 0,2 %.

Représentant 5 % de la population, le taux de familles monoparentales est également relativement faible. 

Enfin, 3,1 % de la population habite des logements sociaux[Pas dans la source].

### Évolution de la population
L'évolution du nombre d'habitants est connue à travers les recensements de la population effectués dans la commune depuis 1793. Pour les communes de moins de 10 000 habitants, une enquête de recensement portant sur toute la population est réalisée tous les cinq ans, les populations de référence des années intermédiaires étant quant à elles estimées par interpolation ou extrapolation. Pour la commune, le premier recensement exhaustif entrant dans le cadre du nouveau dispositif a été réalisé en 2008.

En 2022, la commune comptait 1 988 habitants, en évolution de +7,11 % par rapport à 2016 (Charente-Maritime : +4,04 %, France hors Mayotte : +2,11 %).
| 1793 | 1800 | 1806 | 1821 | 1831 | 1836  | 1841  | 1846  | 1851  |
| ---- | ---- | ---- | ---- | ---- | ----- | ----- | ----- | ----- |
| 806  | 800  | 673  | 904  | 949  | 1 034 | 1 112 | 1 202 | 1 201 |

| 1856  | 1861  | 1866  | 1872  | 1876  | 1881  | 1886  | 1891  | 1896  |
| ----- | ----- | ----- | ----- | ----- | ----- | ----- | ----- | ----- |
| 1 277 | 1 240 | 1 202 | 1 157 | 1 186 | 1 202 | 1 212 | 1 147 | 1 148 |

| 1901  | 1906  | 1911  | 1921  | 1926 | 1931 | 1936 | 1946 | 1954 |
| ----- | ----- | ----- | ----- | ---- | ---- | ---- | ---- | ---- |
| 1 170 | 1 206 | 1 222 | 1 014 | 960  | 927  | 960  | 932  | 933  |

| 1962  | 1968  | 1975  | 1982  | 1990  | 1999  | 2006  | 2008  | 2013  |
| ----- | ----- | ----- | ----- | ----- | ----- | ----- | ----- | ----- |
| 1 022 | 1 087 | 1 120 | 1 221 | 1 289 | 1 335 | 1 543 | 1 602 | 1 766 |

| 2018  | 2022  | - | - | - | - | - | - | - |
| ----- | ----- | - | - | - | - | - | - | - |
| 1 869 | 1 988 | - | - | - | - | - | - | - |

### Pyramide des âges
En 2018, le taux de personnes d'un âge inférieur à 30 ans s'élève à 32 %, soit au-dessus de la moyenne départementale (29 %). À l'inverse, le taux de personnes d'âge supérieur à 60 ans est de 30,7 % la même année, alors qu'il est de 34,9 % au niveau départemental.
En 2018, la commune comptait 905 hommes pour 964 femmes, soit un taux de 51,58 % de femmes, légèrement inférieur au taux départemental (52,15 %).
Les pyramides des âges de la commune et du département s'établissent comme suit.
| Hommes | Classe d’âge | Femmes |
| ------ | ------------ | ------ |
| 1,0    | 90 ou +      | 3,0    |
| 11,5   | 75-89 ans    | 11,2   |
| 17,0   | 60-74 ans    | 17,5   |
| 20,3   | 45-59 ans    | 20,7   |
| 17,2   | 30-44 ans    | 16,5   |
| 13,4   | 15-29 ans    | 13,2   |
| 19,6   | 0-14 ans     | 17,8   |

| Hommes | Classe d’âge | Femmes |
| ------ | ------------ | ------ |
| 1,1    | 90 ou +      | 2,6    |
| 10,1   | 75-89 ans    | 12,6   |
| 22     | 60-74 ans    | 23,2   |
| 20,1   | 45-59 ans    | 19,7   |
| 16,1   | 30-44 ans    | 15,6   |
| 15,2   | 15-29 ans    | 12,7   |
| 15,4   | 0-14 ans     | 13,6   |

## Économie

### Emploi

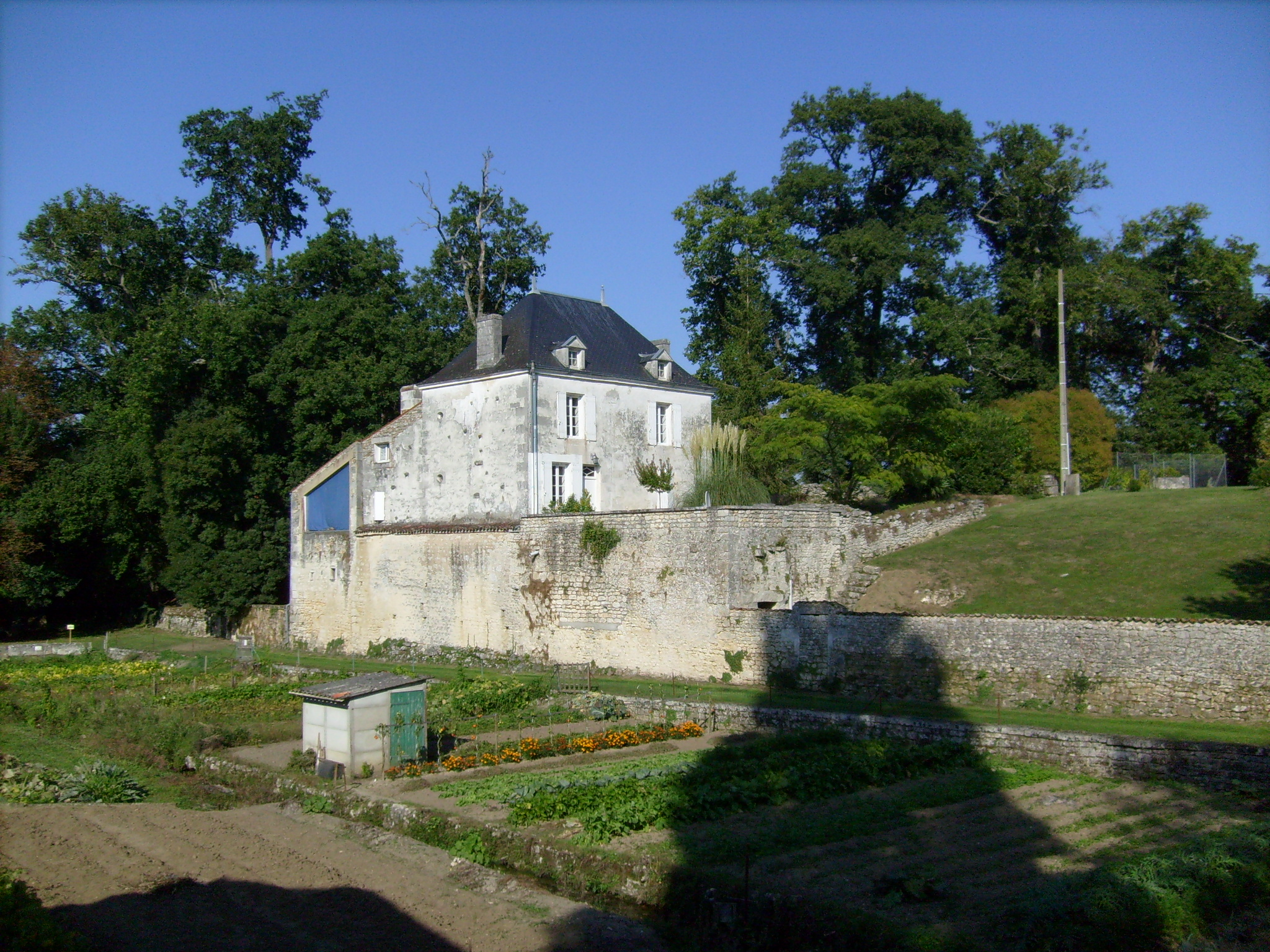
Horticulture le long du ruisseau de l'Épine.
L'agriculture fut longtemps le secteur d'activité prépondérant à Saint-Porchaire.

Traditionnellement très marquée par l'agriculture, la commune se tourne de plus en plus vers le secteur tertiaire. Commerce, tourisme et artisanat font partie des activités en développement, même si l'agriculture occupe toujours une place importante dans l'économie locale. 

Saint-Porchaire compte deux Zones d'Activité (Z.A.) situées à l'est de l'agglomération : la Z.A. « La Croix » et la Z.A. « Les Groies ». Plusieurs enseignes commerciales et entreprises locales y sont implantées.
En 1999, le taux de chômage était très légèrement inférieur à la moyenne nationale, soit 11,2 % contre 12,9 % sur le plan national. Le taux d'activité des personnes situées dans la tranche d'âge des 20-59 ans était quant à lui légèrement plus faible que dans le reste de l'hexagone, soit 80 % contre une moyenne nationale de 82,2 %.
Les actifs représentaient 520 personnes, soit 39 % de la population. Ceux-ci étaient suivis par les retraités (26,7 %), les étudiants et enfants scolarisés (22,6 %) et par les personnes sans activité professionnelle (11,8 %).
Parmi les actifs, les catégories socio-professionnelles les mieux représentées sont les employés (38,1 %), les ouvriers (22,4 %) et les professions intermédiaires (20,1 %). Cadres et professions intellectuelles d'une part, artisans, commerçants et chefs d'entreprise d'autre part, représentent chacun 7,5 % de la population active de la commune.

Enfin, si les agriculteurs ne représentent plus que 4,5 % de la population active, ils représentent encore près du double de la moyenne nationale (2,4 %).

### Immobilier
D'une manière générale, la population de la commune a des revenus moins élevés que dans le reste de l'hexagone : la moyenne des revenus par an et par ménage y est de 14 238 € (moyenne nationale : 15 027 € / an et par ménage).

Le prix moyen de l'immobilier est de 3 197 € / m² (vente) et 12,22 €/m²/mois (location)
Le taux de personnes propriétaires de leur logement est nettement supérieur à la moyenne nationale : il est de 70,3 % (moyenne nationale : 55,3 %) ; parallèlement, 24,5 % des habitants de la commune sont locataires (moyenne nationale : 39,8 %) et 5,2 % logés gratuitement (moyenne nationale : 4,9 %).[réf. nécessaire]
Le parc immobilier de la commune est constitué de 619 logements, dont 87,7 % sont des résidences principales et 5,3 % des résidences secondaires. 
6,9 % des logements sont vacants[Pas dans la source].
Les maisons individuelles représentent l'écrasante majorité des logements, soit 93,5 % (moyenne nationale : 55,3 %) ; le reste se répartit entre appartements (2,6 %) et logements alternatifs -foyers et maisons de retraite- (3,7 %).

42,7 % des logements sont constitués de cinq pièces ou plus (moyenne nationale : 31,5 %); suivent les quatre pièces (36,3 %), les trois pièces (17,7 %), les deux pièces (5 %) et les studios (1,3 %).[Pas dans la source]

### Véhicules
52,1 % des ménages de la commune possèdent un véhicule, soit un peu plus que la moyenne nationale (48,8 %).

35,5 % possèdent plusieurs véhicules, chiffre de peu supérieur à la moyenne (30,3 %).

Seuls 12,3 % des habitants ne possède pas de véhicule.

## Culture
La commune possède un centre culturel, le « Centre Paul Chénereau » (restaurateur du domaine de La RocheCourbon) qui abrite la médiathèque municipale, plusieurs salles de réunion et le local des services sociaux. La ville est également dotée d'une salle des fêtes de 300 places servant notamment de cadre aux représentations théâtrales données par les clubs locaux.
Les principales associations culturelles de la ville sont les ateliers artistiques du Bruant, le club Théâtre 'O Vert  ou laéromodélisme-club de Saintonge. Saint-Porchaire abrite également plusieurs associations consacrées à l'histoire : l'association Archéologie et sauvegarde du patrimoine et le club des housards de l'empereur sont les deux principaux.
Saint-Porchaire abrite un musée consacré à la préhistoire, situé dans l'enceinte du château de la Rochecourbon. Celui-ci permet de découvrir une partie du produit des fouilles menées dans les grottes de la commune.

## Lieux et monuments

### Château de la Rochecourbon

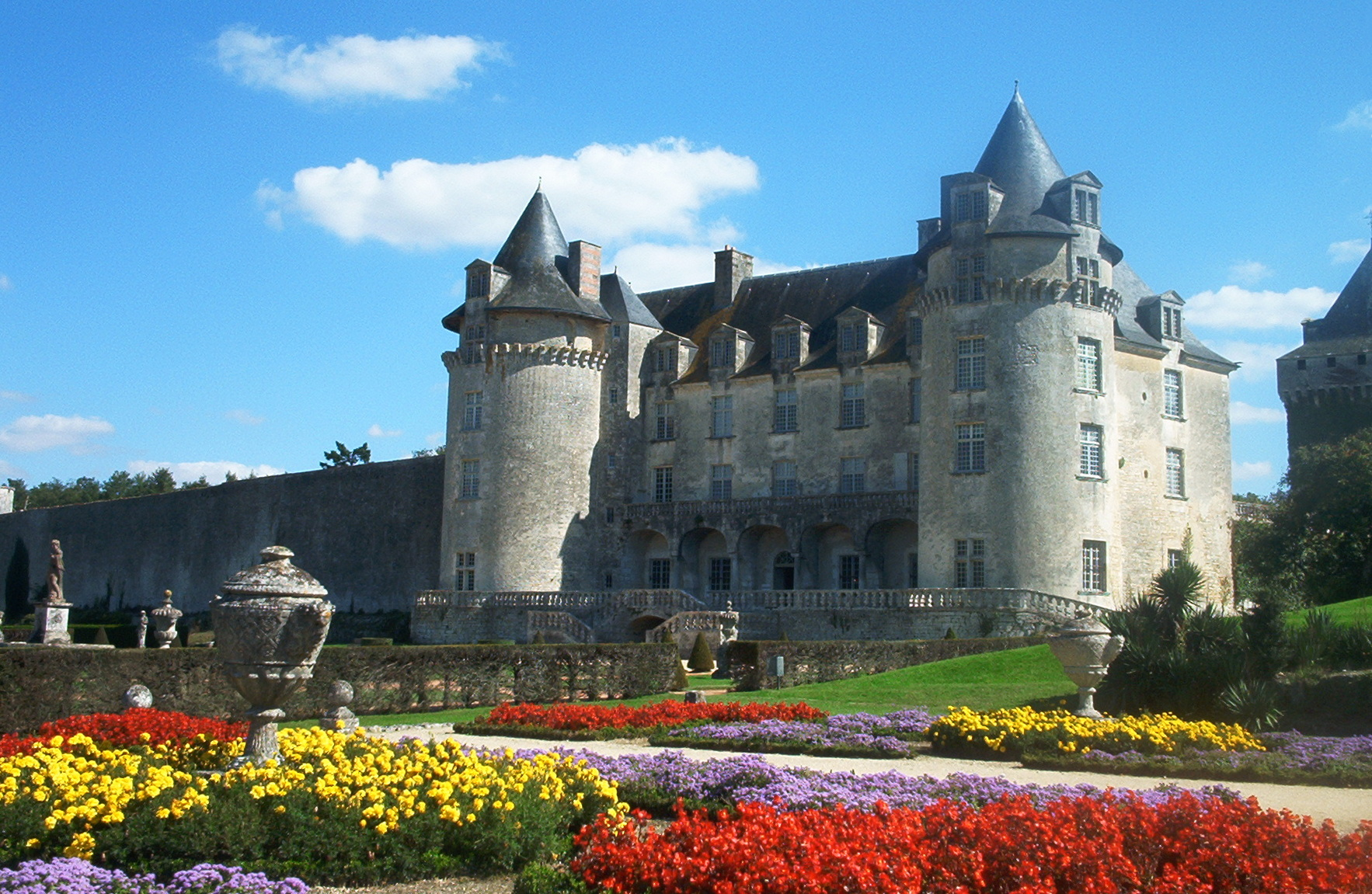
Le château de la Rochecourbon.

Succédant à une forteresse probablement détruite durant la guerre de Cent Ans, ce château établi sur un éperon rocheux fut rebâti au XVe siècle avant d'être transformé en demeure d'agrément au XVIIe siècle par Jean-Louis de Courbon.
Bâti sur un soubassement rocheux naturel l'ancien château-fort, classique quadrilatère accosté aux angles de quatre tours - plus une excentrée devenue pigeonnier - en présente encore trois et un châtelet d'entrée à pont-levis caractéristiques de l'architecture défensive des XIVe et XVe siècles (les deux tours jumelles ont conservé les consoles de leurs mâchicoulis disparus) et un corps de logis Renaissance flanqué d'une tour d'escalier en hors-œuvre qui fut remplacé à la fin du XVIIIe par un escalier intérieur à rampe en fer forgé de style Louis XVI - et qui avait été éclairé de larges baies au XVIIe siècle, époque où l'on crée sur les jardins une sorte de galerie à arcades supportant un long balcon courant sur la façade du logis, un perron et un escalier à double révolution descendant au jardin d'agrément.
À l'intérieur la pièce la plus remarquable est un cabinet peint datant du XVIIe siècle (sa cheminée porte la date de 1662), au plafond orné de médaillons représentant les dieux de l'Olympe et les quatre Vertus Cardinales, les parois de paysages de genre italien et de thèmes antiques, de "grasses" frises en bois naturel sculpté et une large niche en plein cintre comportant une... baignoire en pierre calcaire.
Une avenue bordée d'arbres mène à la cour d'honneur, la terrasse Renaissance, conduit à des jardins à la française agrémentés de parterres, pelouses, canaux et fontaines, ainsi que de statues faisant référence à l'antiquité.
Longtemps affermé, négligé par ses propriétaires de la fin du XIXe les négociants Lhommayer et Richard ("l'invisible personnage de légende" du jeune Julien Viaud) puis tombé en indivision à la mort de ce dernier, le domaine fut racheté, restauré, redécoré (boiseries Louis XVI en bois naturel dans le salon) et remeublé par un industriel régional, associé à son père et à ses frères, grâce à l'appel de l'écrivain Pierre Loti sur une tribune du "Figaro", en octobre 1908.
Sur le château, lire entre autres :
- Gérard Pesme, "La Roche-Courbon, beau manoir de Saintonge" (Bordeaux, Delmas, 1935),
- Arnault Plessis, « Un domaine sauvé par un poète, la Roche-Courbon en Saintonge », Plaisir de France, n°282, avril 1962, p. 14-19, ill. dont un portrait photographique de Paul Chènereau à la fin de sa vie).
Les jardins, redessinés par le paysagiste Duprat vers 1925-30 sur un sol marécageux particulièrement instable - la pièce d'eau a été créé par l'élargissement du Bruant - s'enfonçaient de près de huit centimètres par an en 1940; des travaux de consolidation ont été menés depuis 1977, notamment par la pose de pilotis en chêne mesurant six mètres de long.
La demeure, sa belle esplanade (jadis jardinée ?) encadrée de deux pavillons coiffés "à l'Impériale", ses terrasses à balustres typiques du XVIIe et les jardins "à la Française" sont classés monuments historiques depuis 1946 et répertoriés parmi les sites classés « Trésors de Saintonge ». Les jardins ont obtenu le label de « Jardins Remarquables » en 2004

### Église Saint-Porchaire

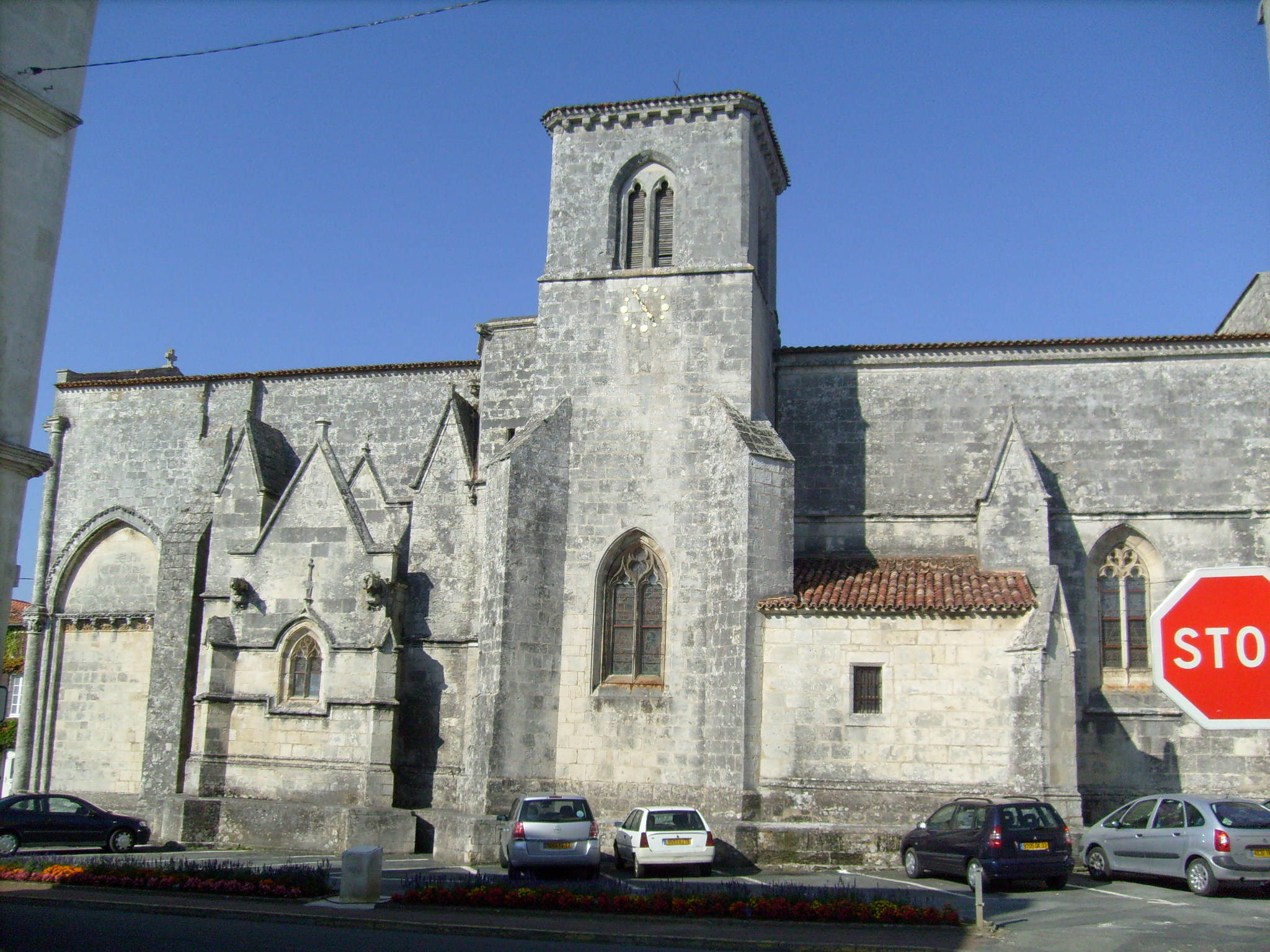
L'église Saint-Porchaire.

Ce sanctuaire date essentiellement des XIIe et XVe siècles. Si la façade garde sa structure romane, il s'agit dans l'ensemble d'un édifice de style gothique flamboyant. À l'intérieur se trouve un retable à baldaquin datant du XIXe siècle. On peut également y voir des traces de fresques datant de la seconde moitié du XIXe siècle et le caveau des seigneurs de la Roche Courbon.
L'église Saint-Porchaire se compose d'une nef unique formant quatre travées, terminée par un chevet plat d'une seule travée. L'ensemble est bordé par deux chapelles latérales, bâties au sud. L'une d'elles supporte le clocher rectangulaire, percé de fenêtres ogivales à meneaux, et est flanquée d'une sacristie. La première travée de la nef conserve les traces d'un édifice plus ancien, et se distingue du reste de l'édifice, notamment par la structure archaïque de la croisée d'ogives et par des chapiteaux procédant de l'esprit roman. Les trois autres travées de la nef, le chœur et la chapelle latérale sont le produit d'une reconstruction entamée au XVe siècle, dans le style gothique flamboyant. Ce style, assez inhabituel dans la région, se retrouve dans le remplage des baies (en particulier la grande baie du chevet) et par des voûtes à liernes. Les baies sont ornées de vitraux colorés datant du XIXe siècle.
L'église Saint-Porchaire est classée monument historique depuis 1933.

### Pont Napoléon

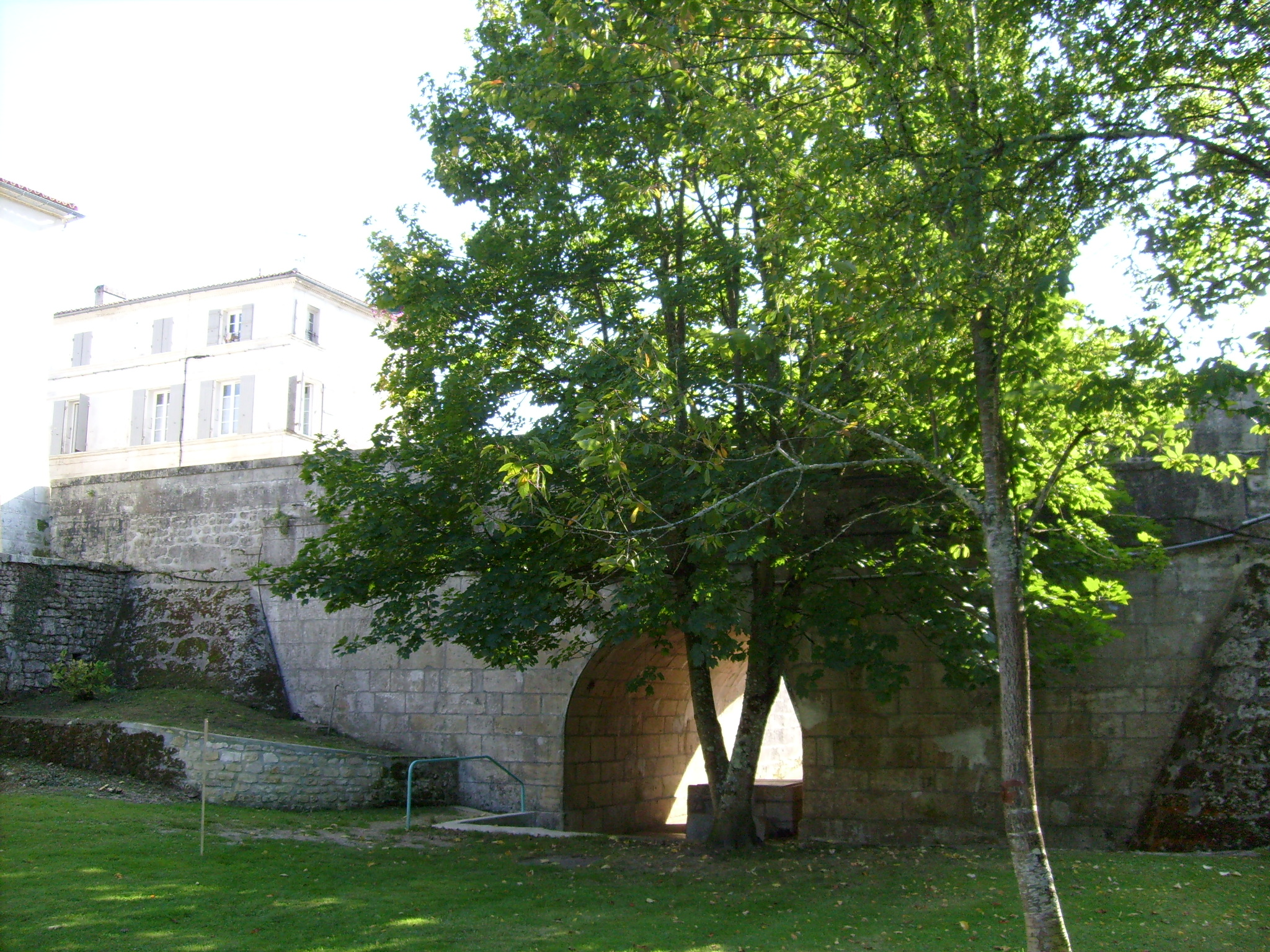
Le pont Napoléon.

Il fut édifié vers 1800 lors de la construction de la grande route impériale afin de faciliter le transport des troupes de Napoléon pendant la guerre d'Espagne (1808-1814). Il enjambe le ruisseau de l'Épine. Une tradition veut que la route ait été tracée de nuit en plaçant des paysans munis de torches dans le prolongement les uns des autres. Se composant de deux arches, le pont, bâti en pierre calcaire, est bordé d'escaliers latéraux permettant de rejoindre un théâtre de verdure aménagé en contrebas, à proximité du ruisseau. Le pont est bordé par deux édifices importants : la mairie d'une part, vaste bâtisse en pierre de taille à un étage, surmontée d'un fronton triangulaire arborant les initiales R.F., pour République Française ; et la maison de vacances de Pierre Loti. Cette maison traditionnelle appartenait autrefois à Marie Bon, sœur de l'écrivain, lequel passait régulièrement ces vacances à Saint-Porchaire. Ce dernier marqua la cité de son empreinte, puisque c'est à la suite de son appel dans le quotidien français le Figaro, en 1908, que le château de la Rochecourbon fut classé monument historique, et sauvegardé. À sa mort, suivant ses dernières volontés, le convoi funéraire passa à Saint-Porchaire.
Une plaque-souvenir est apposée sur la maison.

### Jardin public

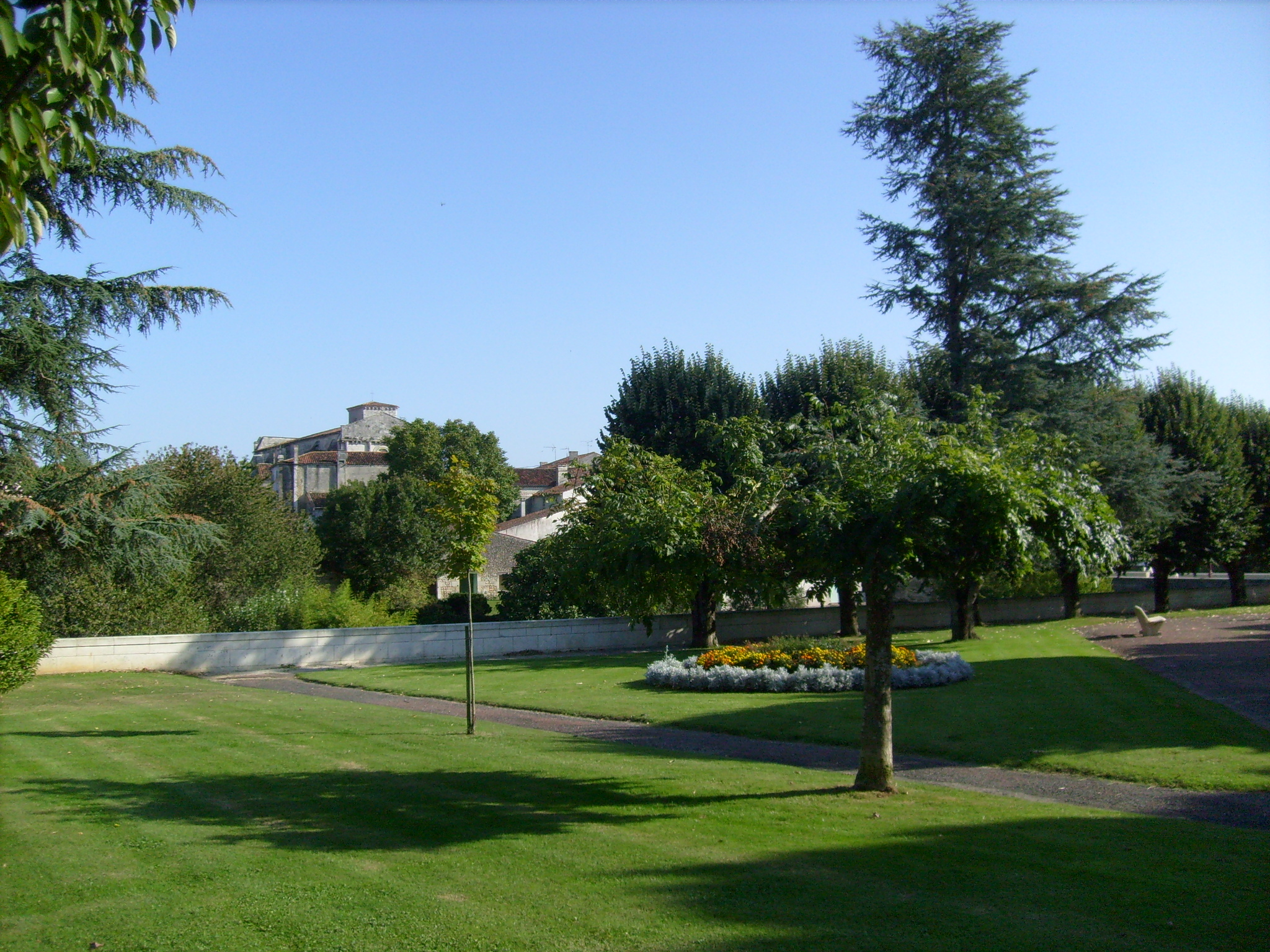
Le jardin public.

Surplombant le vallon de l'Épine, l'ancienne place de la Mairie a été aménagée en jardin public au début du XXe siècle. On y construisit peu après un kiosque à musique en bois accueillant divers concerts les soirs d'été. Celui-ci resta en place plusieurs décennies, avant d'être finalement démoli dans le courant des années 1960.

Au kiosque à musique a succédé un buste représentant l'écrivain Pierre Loti, hôte régulier de la ville tout au long de sa vie. Cette sculpture marque l'entrée du jardin, ponctué de parterres et planté de plusieurs essences d'arbres, notamment de conifères. 

Il offre un point de vue sur le centre-ville, l'église Saint-Porchaire, la rue nationale et le pont Napoléon.
En contrebas se situe un théâtre de verdure établi le long des berges du ruisseau de l'Épine. On y accède par un escalier en pierre ménagé au fond du jardin. 

Le théâtre de verdure forme une promenade menant jusqu'aux pieds du Pont-Napoléon, par une série de petits ponts de bois enjambant autant de ruisselets. À la base du pont se trouve une source vive.

## Équipements et services

### Enseignement
Le bourg de Saint-Porchaire est équipé d'un groupe scolaire public regroupant l'école maternelle et l'école primaire de la commune. Celui-ci intègre également une classe spécialisée destinée aux enfants connaissant des difficultés : le RASED (acronyme pour Réseau d'aide spécialisé pour les enfants en difficulté). Le groupe scolaire est équipé d'un restaurant scolaire et le collège d'une cafétéria.

De même, la commune accueille une garderie péri-scolaire et un centre de loisirs sans hébergement.
Saint-Porchaire est également pourvu d'un collège public de l'enseignement secondaire, le collège Fontbruant. Le collège a reçu 433 élèves à la rentrée scolaire 2010 qui sont encadrés par un corps professoral de 29 enseignants.
Le nom du collège est une référence à l'œuvre de l'écrivain Pierre Loti qui surnommait ainsi la ville.

Au cours de l'année scolaire 2008-2009, le collège s'est associé au Fonds régional d'art contemporain du Poitou-Charentes (FRAC) pour une expérience pilote consistant en l'exposition dans l'enceinte de l'établissement de six œuvres issues de la collection du FRAC.
La commune de Saint-Porchaire est desservie par un réseau de bus scolaires, lesquels permettent également de rejoindre les lycées voisins de Pont-l'Abbé-d'Arnoult (privé) et de Saintes (public).

### Santé
La commune est équipée des services médicaux de base : elle compte ainsi deux cabinets de médecins généralistes et un cabinet d'infirmiers. À ces infrastructures s'ajoutent un médecin-psychiatre, un dentiste, un kinésithérapeute et une pharmacie.
Grâce à sa fonction de chef-lieu de canton et à l'excellence de sa situation géographique au cœur de son canton, le bourg est équipé d'une brigade de la Gendarmerie nationale et d'un centre de secours des sapeurs-pompiers.
Le centre hospitalier le plus proche de la commune est celui de Saintes.

### Sports
Le bourg de Saint-Porchaire abrite plusieurs infrastructures consacrées aux différentes pratiques sportives. 

Parmi celles-ci, deux terrains de sport, deux terrains de football, deux courts de tennis, deux salles couvertes, un dojo, un golf et une aire de pétanque.
Les principales associations sportives recensées dans la commune sont le tennis club, l' association de gymnastique volontaire, le football club, l'amicale cycliste du Tressauze dynamique, le judo club ou encore l'AKSF (Aïkido, step, fitness).

## Vie locale

### Personnalités liées à la commune

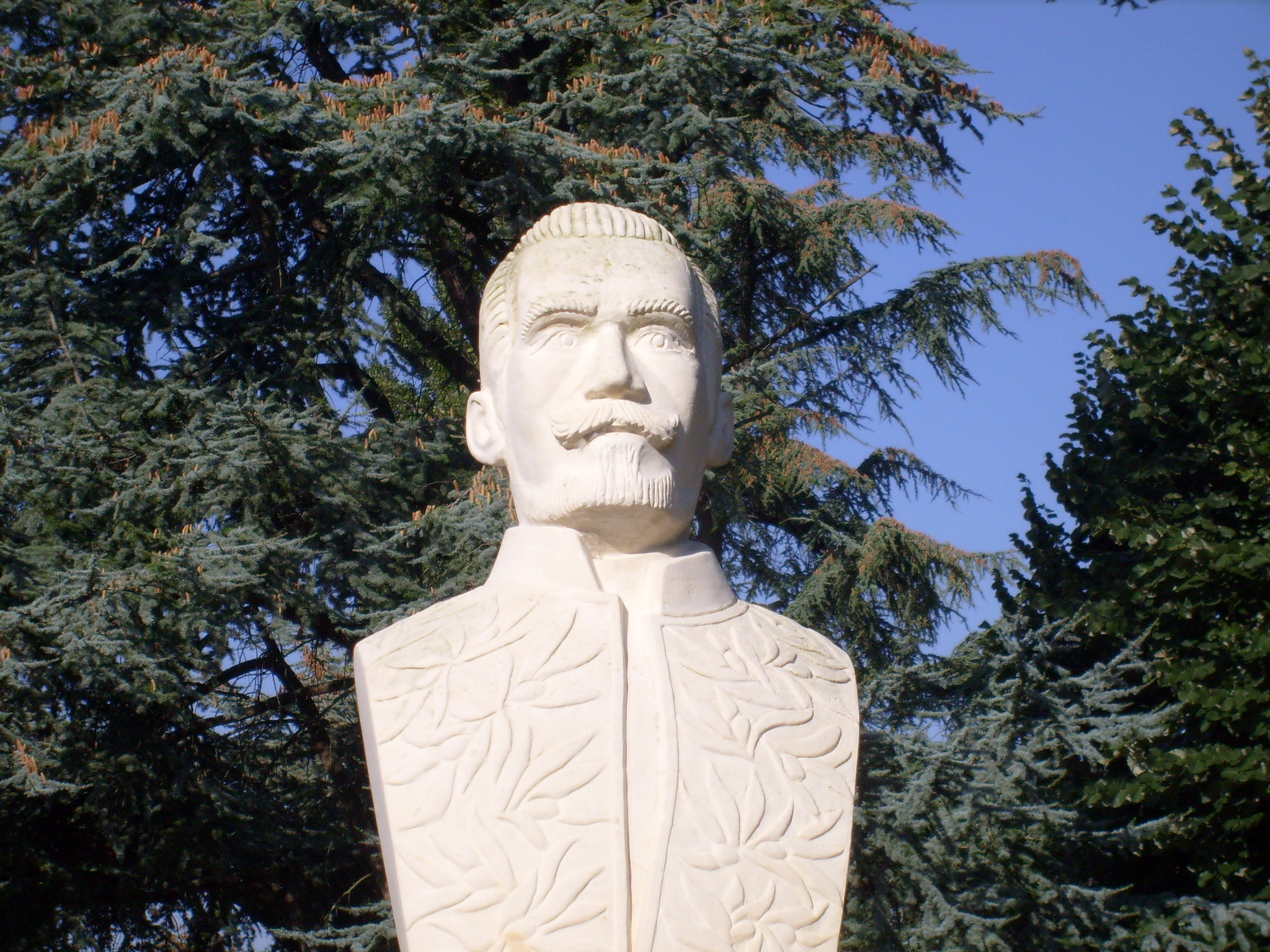
Buste de Pierre Loti érigé devant la Mairie.

Pierre Loti, de son nom Julien Viaud, venait régulièrement se ressourcer dans la maison de sa sœur et de son beau-frère Armand Bon, surnommé affectueusement « Le grand Raman ». 
 qui existe encore à l'angle du Pont-Napoléon. Saint-Porchaire est l'un des lieux indissociables de la vie de Pierre Loti, et le plus célèbre monument de la commune, le château de la Rochecourbon, lui doit sa survie.
Il écrit son premier livre Prime Jeunesse en souvenir de ses vacances à Saint-Porchaire et de ses promenades  dans la forêt de chênes verts de la Rochecourbon.
La commune lui a rendu hommage par l'apposition du plaque commémorative ainsi que par un buste le représentant en habit d'académicien, qui se dresse face à la Mairie, à l'entrée du jardin public, à quelques encâblures de l'ancienne maison familiale.

### Héraldique
| Blason | Blasonnement : Coupé : au 1er parti au I d'azur à la mitre d'argent accompagnée de trois fleurs de lys d'or et au II d'azur au château du lieu d'argent couvert, ouvert et ajouré de sable, au 2e de gueules au pont du lieu d'argent alésé parallèlement au bord de l'écu, maçonné de sable, d'une arche vers senestre et sommé, en son milieu, d'une pompe aussi d'argent. |

### Cultes
Dans le domaine cultuel, la commune dispose d'un lieu de culte catholique représenté par l'église Saint-Porchaire. 

C'est l'église de la paroisse du même nom, laquelle est intégrée au diocèse de La Rochelle et Saintes, lui-même subdivision de la province ecclésiastique de Poitiers depuis 2002 (archevêché métropolitain), après avoir appartenu à la province ecclésiastique de Bordeaux (également archevêché métropolitain).

### Langue saintongeaise

Aire linguistique du Saintongeais.

La commune est située dans l'aire linguistique du Saintongeais, dialecte faisant partie de la famille des langues d’oïl, branche des langues romanes, qui comprend également le français, l’angevin le picard et le poitevin avec lequel il est souvent regroupé dans un domaine plus vaste, le poitevin-saintongeais.
Le Saintongeais  (saintonjhais) est la langue vernaculaire parlée dans les anciennes provinces d'Aunis, Saintonge et Angoumois. On l’appelle aussi le Charentais ou encore le patois Charentais. Les locuteurs sont dits patoisants. Le Saintongeais a fortement influencé l’Acadien et en conséquence, par ricochet, le Cadien ; quant au Québécois, il a été influencé par les parlers tels que le Normand, le Francien et le Saintongeais.
La langue saintongeaise présente de nombreux traits communs avec des langues telles que le cadien ou l'acadien, ce qui s'explique par les origines saintongeaises d'une partie des émigrants vers la Nouvelle-France au XVIIe siècle.

### Télévision
La commune est couverte par la télévision numérique terrestre (TNT) depuis 2005, via l'émetteur de Niort-Maisonnay. La qualité de réception du signal y est globalement bonne (79 dBµV/m dans le centre de l'agglomération), avec quelques altérations du signal dans certaines parties de la commune, du fait de la configuration du terrain (présence de zones boisées dans la partie septentrionale de la commune). Ces altérations demeurent cependant très localisées, la qualité de réception n'étant pas inférieure à 71 dBµV/m dans la commune.

L'émetteur de Niort-Maisonnay permet la réception des 18 chaînes gratuites de la télévision numérique terrestre dans l'ensemble de la commune, dont le décrochage local de France 3 Poitou-Charentes et celui de France 3 Ouest.